# SGO48
SGO48 (đọc là S.G.O. Forty-Eight, phiên âm tiếng Anh: [ɛsdʒiːoʊ fôrtē āt]) là một nhóm nhạc nữ thần tượng Việt Nam và là nhóm chị em quốc tế thứ sáu của AKB48, bên cạnh JKT48 của Indonesia, BNK48 và CGM48 của Thái Lan, MNL48 của Philippines, AKB48 Team SH của Trung Quốc, và AKB48 Team TP của Đài Loan. Được thành lập và quản lý bởi YAG Entertainment, nhóm được biết đến là nhóm nhạc đông thành viên nhất Việt Nam. Màu hoa sen hồng được sử dụng làm màu sắc và họa tiết trong các thiết kế của nhóm.
Nhóm hoạt động theo mô hình "Idol you can meet" (thần tượng mà bạn có thể gặp mặt). Khái niệm này bao gồm các buổi biểu diễn tại các sự kiện trước công chúng và cả sự kiện "bắt tay" (Handshake Event), nơi người hâm mộ có thể gặp các thành viên trong nhóm, giống các nhóm nhạc chị em khác của AKB48.
Nhóm ra mắt với 28 thành viên vào ngày 22 tháng 12 năm 2018 tại Crescent Mall, quận 7, Thành phố Hồ Chí Minh và chính thức ra mắt vào ngày 1 tháng 8 năm 2019 với 16 thành viên cùng với MV Heavy Rotation. Đĩa đơn đầu tay Heavy Rotation được phát hành vào ngày 15 tháng 8 năm 2019. Nhóm đã dừng hoạt động vào ngày 22 tháng 12 năm 2021.

## Tên gọi
Ngày 21 tháng 6 năm 2018, trang mạng xã hội của AKB48 đã đăng tải hình ảnh giới thiệu một nhóm nhạc mới với tên gọi SGO48 có trụ sở tại Việt Nam. Khác với các nhóm chị em quốc tế khác của AKB48, SGO48 được đặt tên theo sự kết hợp giữa tên cũ của Thành phố Hồ Chí Minh, Sài Gòn, và 48 - con số tượng trưng cho các nhóm chị em của AKB48.

## Lịch sử

### 2018: Thành lập, fan debut
Vào ngày 21 tháng 6 năm 2018, AKS (nay là Vernalossom) đã công bố thành lập SGO48, có trụ sở tại Thành phố Hồ Chí Minh, Việt Nam, với sự liên doanh giữa Công ty cổ phần Tập đoàn Yeah1 (YEG) và Geo Brain Corporation, và thành lập công ty YAG Entertainment. Ý tưởng cho một nhà hát của SGO48 đã được đưa ra để thảo luận trong cuộc họp trực tuyến đầu tiên với các nhà đầu tư Nhật Bản.
Quá trình tuyển chọn thành viên cho nhóm nhạc bắt đầu vào ngày 8 tháng 8 năm 2018, bao gồm vòng đăng ký trực tuyến, vòng phỏng vấn và cuối cùng là vòng chung kết. Trong vòng tuyển sinh đầu tiên, các ứng cử viên phải nộp đơn trực tuyến trên trang web của họ bằng cách điền thông tin cá nhân bao gồm cả một ảnh chụp hoặc video giới thiệu bản thân, với 7627 đơn đã được gửi. Ở vòng thứ hai, các thí sinh được biểu diễn và trả lời các câu hỏi của ban giám khảo. 350 ứng cử viên hàng đầu đã được giữ cho vòng cuối cùng, nơi các thí sinh phải thể hiện khả năng vũ đạo và biểu diễn trên sân khấu. Chỉ có top 120 được giữ lại cho kết quả.
Vào ngày 4 tháng 11 năm 2018, kênh YouTube của nhóm bắt đầu đăng tải video của 120 ứng cử viên và tiết lộ rằng sự bình chọn của khán giả thông qua lượt xem, thích và bình luận của video sẽ ảnh hưởng tới kết quả cuối cùng của cuộc thi. Ngày 17 tháng 11, danh tính của 29 thành viên được chọn đã được công bố trong một buổi họp báo ra mắt tại Thành phố Hồ Chí Minh. Trong số này, thành viên Ánh Sáng là một trong hai người chiến thắng vòng tuyển sinh này nhờ vào video giới thiệu lôi cuốn dù chưa đủ tuổi tham dự nhóm, nên đã được đặc cách tham gia vòng chung kết mà không cần tham gia vòng thứ hai. Nhóm có buổi biểu diễn cùng sáu thành viên Yokoyama Yui, Shimizu Maria, Oda Erina, Hama Sayuna, Shitao Miu và Gyoten Yurina từ Team 8 nhóm AKB48 tại giải chạy Kizuna Ekiden 2018 ở Hà Nội sau đó 1 ngày.
Vào ngày 13 tháng 12 năm 2018, thành viên BunnyV có nguyện vọng muốn dừng các hoạt động cùng nhóm và rút lui khỏi SGO48 vì lý do cá nhân và đã được sự đồng ý của công ty chủ quản. Nhóm ra mắt với 28 thành viên vào ngày 22 tháng 12 năm 2018 tại sự kiện Fan Debut diễn ra ở Crescent Mall, Thành phố Hồ Chí Minh. Thành viên Yuumi không tham gia trình diễn do gặp chấn thương mắt cá chân và cổ trong quá trình tham gia môn thể dục tại trường học, tuy nhiên cô vẫn tham gia với tư cách khán giả. Hơn 1500 người hâm mộ đã tham dự, vượt quá mong đợi cho nhóm nhạc mới thành lập này.

### 2019: Chuyến lưu diễn đầu tiên, ra mắt vớiHeavy Rotation
Đầu năm 2019, nhóm đã góp mặt biểu diễn tại một số sự kiện như đại nhạc hội Hologram được tổ chức bởi Honda, sự kiện giao lưu văn hoá Việt - Nhật và Yeah1 Universal Day được tổ chức bởi Yeah1 Network. Ngoài ra, 10 thành viên lần đầu tiên được trình diễn trên sân khấu quốc tế tại 2019 Asia Festival cùng với một số thành viên của các nhóm nhạc chị em như AKB48, JKT48, BNK48, MNL48, AKB48 Team SH, AKB48 Team TP. Sự kiện được tổ chức bởi SHANDA GAMES, tại Băng Cốc (Thái Lan) vào ngày 27 tháng 1 năm 2019, và đây là chuyến lưu diễn nước ngoài đầu tiên của nhóm.
Ngày 18 tháng 4 năm 2019, YAG Entertainment đã công văn thông báo về sự vắng mặt và tạm ngưng hoạt động của thành viên Hikari. Nguyên nhân là bởi thành viên này đã sử dụng các ứng dụng mạng xã hội và có một số hoạt động âm nhạc nằm ngoài khuôn khổ quy định của nhóm và của công ty. Do đó, YAG đã quyết định khiển trách và tạm ngừng tất cả hoạt động của Hikari đến hết ngày 1 tháng 5 năm 2019; sau thời gian này, Hikari có thể tham gia các hoạt động của nhóm SGO48 như bình thường. Vào ngày 19 tháng 5 năm 2019, YAG Entertainment thông báo thành viên Yuumi sẽ tốt nghiệp và hoạt động đến hết ngày 31 tháng 5.
Ngày 17 tháng 7 năm 2019, YAG Entertainment tung teaser chính thức cho sự ra mắt của nhóm. SGO48 chính thức ra mắt vào ngày 1 tháng 8 năm 2019 với 16 thành viên cùng MV Heavy Rotation. Đĩa đơn kỹ thuật số đầu tay Heavy Rotation đã được phát hành vào ngày 15 tháng 8.
Vào ngày 24 tháng 8 năm 2019, 8 thành viên đã cùng với các nhóm chị em quốc tế tham gia trình diễn tại AKB48 Group Asia Festival 2019 tại Thượng Hải, Trung Quốc, đánh dấu chuyến lưu diễn thứ hai và cũng là chuyến lưu diễn đầu tiên của nhóm sau khi ra mắt chính thức.
Ngày 13 tháng 9 năm 2019, hình ảnh của lightstick chính thức được đăng tải trên trang Facebook của nhóm. Lightstick sẽ phát hành vào ngày 15 tháng 9, 2019, và được bán ra lần đầu tiên tại Aeon Mall Bình Tân.
Ngày 16 tháng 11 năm 2019, hai thành viên Kaycee và Trúc Phạm có lần thứ hai liên tiếp biểu diễn cùng 6 thành viên Erina Oda, Yuna Hattori, Maria Shimizu, Haruna Hashimoto, Serika Nagano và Hinako Okuhara thuộc AKB48 tại giải chạy Kizuna Ekiden 2019 ở Hà Nội.
Ngày 30 tháng 11 năm 2019, trang Facebook của nhóm thông báo thành viên Gia Nghi sẽ tốt nghiệp vào ngày sinh nhật của mình, ngày 7 tháng 12, và mọi hoạt động biểu diễn của Gia Nghi với tư cách là thành viên SGO48 sẽ kết thúc sau buổi hòa nhạc Koisuru Xmas Party diễn ra vào ngày này. Cũng trong ngày hôm đó, YAG Entertainment tung teaser thông báo rằng MV tiếp theo của nhóm mang tên Koisuru Fortune Cookie - Thất tình tích cực sẽ được phát hành.
Vào ngày 10 tháng 12 năm 2019, teaser thứ 2 cho MV Koisuru Fortune Cookie - Thất tình tích cực được đăng tải, và MV chính thức được phát hành vào ngày 12 tháng 12. Trưởng nhóm Kaycee là người đã tham gia viết lời cho ca khúc Thất tình tích cực bằng tiếng Việt. Cùng với đó, đĩa đơn kỹ thuật số tiếp theo của nhóm - Koisuru Fortune Cookie - được phát hành vào ngày 29 tháng 12.
Ngày 23 tháng 12 năm 2019, YAG Entertainment đăng tải công văn thông báo về việc xử lý vi phạm của thành viên Sachi với việc sử dụng Zalo như một trang mạng xã hội khi chưa được sự cho phép của công ty chủ quản. Công ty đã tạm ngưng hoạt động trên trang mạng xã hội chính thức và tất cả các hoạt động của Sachi trong thời gian một tháng từ ngày 20 tháng 12 năm 2019 đến hết ngày 19 tháng 1 năm 2020, đồng thời Sachi không được nhận bất kỳ quyền lợi nào từ công ty trong thời gian này. Thành viên Sachi được đưa vào nhóm "Kiểm soát chặt chẽ" về việc sử dụng mạng xã hội.
Ngày 31 tháng 12 năm 2019, thành viên Anna của SGO48 là đại diện đầu tiên của Việt Nam tham dự chương trình Kōhaku Uta Gassen lần thứ 70 cùng đại diện các nhóm chị em thuộc AKB48 Group.

### 2020: MVnCoV(never Cry over Virus),Senbatsu battlevàRIVER

Hai thành viên Ánh Sáng (trái) và Linh Mai của SGO48 trên bìa báo Hoa Học Trò, năm 2020.

Ngày 24 tháng 2 năm 2020, sau khi trở lại từ lệnh cấm, trang fanpage Facebook của thành viên Sachi tung teaser thông báo rằng MV tiếp theo của nhóm mang tên là nCoV(never Cry over Virus) sẽ được phát hành với 6 thành viên. Cùng ngày, trang fanpage của thành viên Xuân Ca tung teaser thứ hai cho MV sắp ra mắt của nhóm là nCoV(never Cry over Virus). Ngày 26 tháng 2 nàm 2020, video âm nhạc của nCoV(never Cry over Virus) được đăng tải trên trang fanpage của trưởng nhóm Kaycee, với Kaycee và Thu Nga là hai người sáng tác bài hát.
Vào ngày 26 tháng 5 năm 2020, YAG Entertainment thông báo chấm dứt hợp dồng đối với thành viên Sachi do vi phạm nội quy của nhóm.
Ngày 9 tháng 6, 2020, thành viên Anna kết hợp với Hương Ly, Ly Ly, Minh Hằng, Bùi Công Nam, Liên Bỉnh Phát, Han Sara, Lê Ngọc Trinh, Anh Thám Tử / Vinh Trần / One(6A1), X2X, Võ Hoàng Yến ra mắt MV Bao La Việt Nam - một MV nằm trong chiến dịch "Tự hào Việt Nam" - một chương trình đặc biệt do Facebook cùng Bộ Kế hoạch và Đầu tư phối hợp thực hiện. Sự kiện này cũng nằm trong khuôn khổ của trụ cột #fb4economy thuộc chương trình "Facebook Vì Việt Nam" - một kế hoạch tổng hợp của Facebook dành riêng cho Việt Nam.
Ngày 8 tháng 6 năm 2020, kênh YouTube của nhóm đăng tải trailer đầu tiên của Senbatsu battle, một chương trình nhằm tuyển chọn 16 thành viên xuất hiện trong đĩa đơn thứ ba của nhóm.Tập đầu tiên của chương trình được phát sóng vào ngày 11 tháng 6 năm 2020 trên kênh YouTube của nhóm và được phát trên kênh truyền hình Yeah1TV từ ngày 3 tháng 7. Ngoài ra, thành viên sở hữu số vé bắt tay nhiều nhất trong sự kiện bắt tay lần thứ hai của nhóm sẽ nhận được danh hiệu Queen of Handshake và được đặc cách xuất hiện trong đĩa đơn thứ 3. Ngày 12 tháng 7, 2020, Queen of Handshake đã được tiết lộ là Lệ Trang.
Top 16 của đĩa đơn thứ 3 đã được công bố trong tập 8 của Senbatsu battle, nhưng do Lệ Trang quyết định không tham gia đĩa đơn thứ ba của nhóm nên vị trí của cô được thay thế bởi Tiên Linh.  Kaycee được công bố là vị trí trung tâm của bài hát ở tập 10 của chương trình vào ngày 13 tháng 8 năm 2020; vị trí thứ hạng các thành viên và một đoạn demo của ca khúc chủ đề đĩa đơn kỹ thuật số thứ 3 của nhóm - RIVER cũng đã được tiết lộ.
Ngày 12 tháng 7, 2020, hai thành viên Elena và Celia thông báo tốt nghiệp và mọi hoạt động biểu diễn của cả hai với tư cách là thành viên SGO48 sẽ dừng lại sau sự kiện bắt tay của đĩa đơn kỹ thuật số Koisuru Fortune Cookie của nhóm diễn ra vào cùng ngày. Trước đó, ngày 28 tháng 5, 2020, trang fanpage của nhóm đã đăng thông báo về việc tốt nghiệp của Elena và Celia.
Ngày 17 tháng 7, 2020, YAG Entertainment đăng tải công văn thông báo về việc xử lý vi phạm của thành viên Lệ Trang với nội dung tự ý quyết định những kế hoạch mà không thông qua công ty, nên đã vi phạm vào điều khoản bảo mật đã ký với công ty trước đó, làm ảnh hưởng trực tiếp đến chương trình Senbatsu Battle. Sau quá trình làm việc, cân nhắc công ty quyết định đình chỉ mọi hoạt động của Lệ Trang trong một tuần từ ngày 16 tháng 7, 2020 đến ngày 22 tháng 7, 2020. Trong thời gian này Lệ Trang sẽ không được xuất hiện trong các hoạt động của nhóm hoặc công ty.
Ngày 22 tháng 8, 2020, trong một đoạn phỏng vấn với Kenh14, trưởng nhóm Kaycee đã tiết lộ đầu tháng 9, nhóm sẽ ra mắt MV với đầy đủ 23 thành viên. Đây là MV đầu tiên có đầy đủ cả nhóm như một cách để cảm ơn và tri ân người hâm mộ đã dành tình cảm cho nhóm. Ngày 9 tháng 9, 2020, trên trang fanpage của nhóm, YAG Entertainment đăng tải poster thông báo rằng MV sẽ có tên là Shonichi - Ngày Đầu Tiên - một bài hát B-side nằm trong đĩa đơn kỹ thuật số đầu tay của nhóm, Heavy Rotation. Ngày 11 tháng 9, 2020, MV đã được tiết lộ là sẽ ra mắt vào ngày 18 tháng 9, 2020. Trải qua 3 ngày, vào lúc gần 23h00 ngày 21 tháng 9, 2020, ca khúc Shonichi - Ngày Đầu Tiên bất ngờ xuất hiện ngay tại vị trí #1 BXH HOT14 Realtime, cũng là ca khúc đầu tiên của nhóm xuất hiện trên BXH HOT14. SGO48 thậm chí đã đánh bại nhiều "đối thủ" sừng sỏ khác trên BXH như Bông Hoa Đẹp Nhất của Quân A.P, This Way của Cara, Hoa Nở Không Màu của Hoài Lâm, Ai Mang Cô Đơn Đi của K-ICM x APJ,...
Ngày 3 tháng 12, 2020, nhân dịp sinh nhật thành viên Trùng Dương, YAG Entertainment đăng tải teaser audio RIVER, tiết lộ một phần ca khúc RIVER. Cùng ngày, các thành viên Ashley, Janie, Linh Mai, Thu Nga, Trùng Dương kết hợp với Hoàng Bách, Nam Cường, Dũng Dablo, Trương Diễm, Trung Dũng, Trương Trần Anh Duy, Nguyễn Phi Hùng, Hà Nhi Idol, Tùng Lâm, Lona, Triệu Lộc, Ngọc Mai, Tuyết Mai, Khắc Minh, Phạm Đình Thái Ngân, Xuân Nghi The Voice, Quốc Nghiệp, Lê Đình Minh Ngọc, Vicky Nhung, Hoàng Phương, Vũ Phương, Duyên Quỳnh, Minh Sang, Henry Ngọc Thạch, Phương Thanh, Hiền Thục, Lưu Hiền Trinh, Lam Trường, Hiển Vinh, The Wings, X2X, Ykroc, 2 Thousand ra mắt MV Run For The Heart - một MV nằm trong chiến dịch "Chạy vì Trái tim" - sự kiện chạy bộ từ thiện hàng năm nhằm gây quỹ phẫu thuật tim cho trẻ em nghèo do Gamuda Land phối hợp với Quỹ Nhịp Tim Việt Nam tổ chức.
Ngày 8 tháng 12, 2020, YAG Entertainment thông báo rằng MV RIVER và đĩa đơn kỹ thuật số tiếp theo của nhóm - RIVER sẽ được phát hành vào ngày 20 tháng 12, 2020.

### 2021: Bài hát original đầu tiên, thế hệ thứ hai, Ánh Sáng solo & thông báo dừng hoạt động
Ngày 4 tháng 4, 2021, trong sự kiện bắt tay của đĩa đơn RIVER, YAG Entertainment đã công bố 7 thành viên có số vé bắt tay cao nhất gồm: Ánh Sáng (750 vé), Hikari (648 vé), Mochi (641 vé), Lệ Trang (536 vé), Janie (507 vé), Ashley (486 vé) và Trùng Dương (468 vé). Các thành viên này sẽ là những thành viên trình diễn bài hát original đầu tiên của nhóm vào tháng 5, tuy nhiên, ngày 15 tháng 4, 2021, thành viên Lệ Trang thông báo rút khỏi dự án bài hát Original đầu tiên và được thay thế bởi thành viên Kaycee. Thêm vào đó, đĩa đơn kế tiếp sẽ ra mắt vào tháng 8 và 7 thành viên có số lượng pre-order đĩa đơn lớn nhất, bao gồm cả thế hệ thứ nhất và thế hệ thứ hai, sẽ được chọn là thành viên chính thức cho đĩa đơn tiếp theo.
Ngày 11 tháng 4, 2021, 3 thành viên Như Thảo, Phụng Nhi và Minxy tốt nghiệp và mọi hoạt động biểu diễn của cả ba với tư cách là thành viên SGO48 sẽ dừng lại sau buổi biểu diễn ở SGO48 Station cùng ngày. Trước đó, ngày 6 tháng 4, 2020, trang fanpage của nhóm đã đăng thông báo về việc tốt nghiệp của Minxy, Như Thảo và Phụng Nhi.
Ngày 12 tháng 4, 2021, YAG Entertainment đăng tải Top 84 thí sinh thế hệ thứ hai đã vượt qua vòng 1 sơ tuyển thế hệ thứ hai từ ngày 20 tháng 12, 2020 đến ngày 14 tháng 3, 2021 với gần 1000 thí sinh.
Ngày 14 tháng 4, 2021, YAG Entertainment đăng tải dự án đặc biệt dành cho thành viên Ánh Sáng, thành viên dẫn đầu tổng doanh thu trong 3 tháng đầu năm 2021, đó là bài hát solo được sáng tác riêng cho cô và MV được đầu tư riêng. Ánh Sáng là thành viên đầu tiên của nhóm có sản phẩm âm nhạc solo.
Ngày 27 tháng 6, 2021, 16 thành viên Ánh Sáng, Anna, Ashley, Hikari, Janie, Kaycee, Linh Mai, Mẫn Nghi, Mochi, Ni Ni, Tammy, Sunny, Mon, Trúc Phạm, Trùng Dương, Xuân Ca cùng với các nhóm chị em quốc tế tham gia trình diễn tại AKB48 Group Asia Festival 2021 ONLINE. Đây là buổi hòa nhạc được tổ chức theo hình thức online vì Đại dịch COVID-19 và sẽ được chiếu ở Tokyo Dome City Hall ở Tokyo, Nhật Bản.

Vào ngày 5/12, nhóm thông báo sẽ chính thức dừng hoạt động, cũng như hủy bỏ kế hoạch tuyển thế hệ 2. Đồng thời nhóm cho biết sự kiện kỷ niệm 3 năm thành lập nhóm “Gửi lại thanh xuân” vào ngày 22/12 sẽ là sự kiện cuối cùng của nhóm. Toàn văn nội dung thông báo như sau:
Thân gửi tất cả người hâm mộ SGO48,
Lời đầu tiên, chúng tôi xin gửi lời cảm ơn chân thành đến tất cả các khán giả và người hâm mộ đã luôn ủng hộ SGO48 trong khoảng thời gian 3 năm qua. Để đi đến quyết định đáng tiếc này, công ty YAG Entertainment xin cúi đầu nhận lỗi cùng người hâm mộ.
SGO48 chính thức debut và ngày 22/12/2018 tại sự kiện “Fan Debut Performance” và sẽ kỷ niệm 3 năm thành lập vào ngày 22/12/2021. Nhóm có thể hoạt động đến ngày hôm nay là nhờ vào sự ủng hộ nhiệt tình của những người hâm mộ. Có thể nói, đây là một phần ký ức đẹp đáng lưu giữ trong những năm tháng tuổi trẻ của SGO48.
Tuy nhiên, kể từ khi đợt dịch Covid-19 bùng phát mạnh tại TP. HCM nói riêng và cả nước nói chung, tất cả các hoạt động của SGO48 đều bị ảnh hưởng nghiêm trọng. Nhận thấy tình hình này sẽ còn tiếp tục ảnh hưởng đến các hoạt động của nhóm trong thời gian sắp tới, công ty chúng tôi cùng các bên có liên quan đã nhiều lần thảo luận, và đã đi đến quyết định chính thức dừng hoạt động SGO48. Sự kiện kỷ niệm 3 năm thành lập nhóm sẽ là sự kiện cuối cùng của SGO48.
Chúng tôi biết thông tin này sẽ làm người hâm mộ tổn thương và đau lòng nhưng chúng tôi tin rằng đây không phải là kết thúc mà sẽ là mở đầu của một hành trình mới cho mỗi cá nhân tiếp tục theo đuổi ước mơ của mình.
Cuối cùng, một lần nữa tất cả các thành viên SGO48 và toàn thể nhân viên YAG gửi lời xin lỗi chân thành đến người hâm mộ vì không thể dẫn dắt nhóm đi xa hơn. Đồng thời xin cảm ơn tất cả người hâm mộ đã dành tình cảm và đi cùng nhóm suốt chặng đường vừa qua. Hy vọng mọi người có thể cùng SGO48 bước tiếp những bước đi cuối cùng trên hành trình này và tạo nên kỷ niệm đẹp trong mỗi chúng ta.
Trong tương lai, mong các bạn vẫn sẽ tiếp tục ủng hộ, yêu thương các thành viên.
Trân trọng và yêu thương.
YAG Entertainment

Dù vậy, nhóm cho biết sẽ phát hành bài hát solo cho thành viên Ánh Sáng cũng như MV cho top 7 mang tên ABCDEFA vào ngày 25/12.

## Tranh cãi
Từ khi ra mắt, nhóm đã vướng phải nhiều sự cố & tranh cãi từ công ty quản lý cũng như các thành viên:
- Vào tháng 3/2020, nhóm tham gia trò chơi Đó đoán đi. Theo yêu cầu trò chơi, các cô gái sau khi nhìn hình ảnh minh họa sẽ phải đọc lên tên đồ vật này. Tuy nhiên, người xem không khỏi khó chịu khi thấy các món đồ mang tính người lớn xuất hiện trong clip. Cụ thể, không ít các thành viên trong SGO48 “sượng người” khi phải đoán ra những hình ảnh nhạy cảm hoặc một số thứ được dùng trong chốn phòng the như bao cao su, còng tay tình yêu... Fan cho rằng ê-kíp sản xuất chương trình cũng như công ty quản lý đã quá vô trách nhiệm khi đưa những thứ “người lớn” vào game, không phù hợp với SGO48, nhất là phần lớn thành viên nhóm đều đang ở độ tuổi vị thành niên, người nhỏ nhất khi đó chỉ mới 14 tuổi. Sau khi nhận chỉ trích từ người hâm mộ, công ty đã xóa video nhưng không giải thích gì thêm. Một số ý kiến cho rằng những trò chơi như vậy ở Nhật Bản không hiếm, SGO48 là nhóm nhạc chị em AKB48 của Nhật Bản, nên chuyện làm quen với các game này là bình thường. Tuy nhiên, không ít fan phản bác tuyên bố văn hóa Nhật - Việt không giống nhau. Do đó SGO48 theo công thức của đất nước mặt trời mọc không có nghĩa là phải theo chuẩn mực tương tự.[54]
- Cũng trong năm 2020, nhân dịp kỷ niệm ngày 8/3, SGO48 tung loạt ảnh mừng ngày lễ đặc biệt cho phái nữ. Tuy nhiên, những hình ảnh này bị dân mạng quốc tế chỉ ra rằng sao chép ý tưởng từ IZ*ONE. Bài viết trên Allkpop không chỉ nêu nghi vấn SGO48 đạo nhái đàn chị bên Hàn Quốc mà còn chụp màn hình ảnh hai bên để đặt lên bàn cân so sánh. Lùm xùm SGO48 sao chép ý tưởng từ IZ*ONE nhanh chóng nhận được sự quan tâm lớn trên diễn đàn âm nhạc quốc tế.[55] Nhiều cư dân mạng khẳng định hình ảnh giữa hai nhóm rất giống nhau và cho rằng nhóm nhạc đông dân nhất Việt Nam đã bắt chước lộ liễu. Đặc biệt, lối trang điểm, quần áo, cách tạo dáng và chi tiết nền của hình ảnh phía SGO48 đều bị chê là xấu hơn của IZ*ONE. Ngoài ra, SGO48 còn bị đánh giá là chụp ảnh thiếu cảm xúc. Một số người hâm mộ K-pop còn tuyên bố rằng SGO48 như là phiên bản rẻ tiền của IZ*ONE.[56]
- Một tài khoản trên mạng tự nhận là thành viên nhóm SGO48 tố công ty chủ quản bán gói membership (thành viên) có một điều khoản được cho là khá nhạy cảm. Theo đó, người mua gói này sẽ được gặp gỡ và ăn tối riêng với thành viên yêu thích. Nhiều người hâm mộ tỏ ra vô cùng bức xúc trước điều khoản trong gói membership mà công ty chủ quản này đưa ra. Sau khi thông tin được tiết lộ, Lệ Trang bất ngờ bị đình chỉ khiến nhiều người tin rằng cô chính là người đã nặc danh lên tiếng về vấn đề trên mạng xã hội. Tuy nhiên, phía công ty đã phản bác điều trên, khẳng định Lệ Trang vi phạm nội quy.[57]
- Sau khi nhóm tan rã, trên MXH bất ngờ xuất hiện loạt ảnh thành viên trưởng nhóm Kaycee có hành vi hẹn hò với bạn trai trong lúc đang hoạt động, CĐM nhanh chóng soi ra tài khoản Phúc Gia đã đăng ảnh của mình với thành viên Kaycee vào ngày 23/5/2021 (lúc này chỉ tạm ngừng hoạt động vì dịch COVID-19). Điều này đã dấy lên nghi vấn rằng lý do công ty chủ quản ghi trong nội dung thông báo về việc nhóm tan rã vì dịch COVID-19 bùng phát mạnh ở TP.HCM là không đúng sự thật.

## Đón nhận
Sau 3 năm hoạt động, có thể nói nhóm chưa kịp để lại nhiều dấu ấn, nhưng việc trở thành nghệ sĩ có lượng single bán ra nhiều nhất Vbiz ở thời điểm hiện tại (single đầu tiên bán được 10.000 đĩa, single thứ 3 bán được 8000 đĩa đơn) là một thành tích đáng tự hào. Dù sở hữu lượng fan chịu chi, sẵn sàng “chi khủng” để đưa idol lên vị trí cao trong nhóm nhưng một cánh én nhỏ chẳng làm nên mùa xuân. Hơn nữa đợt dịch Covid-19 bất ngờ bùng phát mạnh tại TP.HCM trong 6 tháng như một đòn chí mạng đẩy nhóm vào khó khăn hơn.

Nhìn chung, SGO48 vẫn là một thương hiệu xa lạ trên thị trường âm nhạc Việt. Một trong những lý do khiến nhóm khó bứt phá ở V-pop là âm nhạc không phù hợp xu hướng thị trường. Các ca khúc của nhóm chủ yếu là phiên bản Việt các bài hát đã ra mắt ở Nhật Bản, bản thân âm nhạc Nhật Bản không phải là thế mạnh tại thị trường Việt Nam. Những bài hát đó có tiết tấu nhanh, sôi động và khó được ưa chuộng tại thị trường vốn nổi tiếng pop, ballad như V-pop. Ngoài ra mô hình nhóm nhạc không được khán giả Việt ưa chuộng vì nhiều nguyên do nên do đó, với một nhóm nhạc quá đông thành viên như SGO48, việc duy trì, đầu tư sản phẩm là không dễ dàng
"Trong khi các nhóm chị em thành công rực rỡ, SGO48 lại tan rã chỉ sau 3 năm hoạt động. Đây là một trong những nhóm tan rã nhanh nhất trong hệ thống của AKB48. Ngoài SGO48, DEL48 (ra mắt năm 2019 tại Ấn Độ) cũng tan rã vì ảnh hưởng của dịch bệnh. MUB48 là nhóm sinh đôi của DEL48 tại Ấn Độ thông báo ra mắt năm 2019 nhưng đến nay vẫn chưa thể đi vào hoạt động... SGO48 là một trong những nhóm thất bại nhất trong hệ thống AKB48"— Báo Zing bình luận

## Danh sách đĩa nhạc

### Đĩa đơn kỹ thuật số
1. Heavy Rotation
2. Koisuru Fortune Cookie
3. RIVER

### Một số bài hát khác
- Cả nhóm

1. nCoV(never Cry over Virus)

- Solo

1. Cần Nhớ Mùa Dịch - Ánh Sáng

## Video

### Video âm nhạc

#### Cả nhóm
- Chú thích: In đậm là center, In nghiêng là center phụ

| Năm  | Ngày phát hành       | Tên                                         | Thành viên | Đĩa đơn                | Ghi chú                                                                                     |
| 2019 | 1 tháng 8, 2019      | Heavy Rotation                              | Anna, Ánh Sáng, Hikari, Janie, Kaycee, Linh Mai, Lệ Trang, Mochi, Mon, Minxy, Sachi, Sunny, Thu Nga, Tiên Linh, Trùng Dương, Trúc Phạm      | Heavy Rotation         | MV debut của nhóm                                                                           |
| 2019 | 12 tháng 12, 2019    | Koisuru Fortune Cookie - Thất tình tích cực | Ánh Sáng, Anna, Hikari, Janie, Kaycee, Linh Mai, Lệ Trang, Mochi, Mon, Sachi, Sunny, Thu Nga, Tiên Linh, Trùng Dương, Trúc Phạm, Xuân Ca    | Koisuru Fortune Cookie | Chuyển ngữ lời Việt: Nhạc sĩ Huy Tuấn, Kaycee                                               |
| 2020 | 26 tháng 2, 2020     | nCoV(never Cry over Virus)                  | Thu Nga, Janie, Kaycee, Linh Mai, Sachi, Xuân Ca                                                                                            | –                      | Đạo diễn: Kaycee                                                                            |
| 2020 | 26 tháng 2, 2020     | nCoV(never Cry over Virus)                  | Thu Nga, Janie, Kaycee, Linh Mai, Sachi, Xuân Ca                                                                                            | –                      | Sáng tác: Kaycee, Thu Nga                                                                   |
| 2020 | 18 tháng 9, 2020     | Shonichi - Ngày đầu tiên                    | Cả nhóm | Heavy Rotation         | Center: Anna                                                                                |
| 2020 | 20 tháng 12, 2020    | RIVER                                       | Kaycee, Ni Ni, Ánh Sáng, Anna, Ashley, Hikari, Janie, Linh Mai, Mẫn Nghi, Mochi, Tammy, Thu Nga, Tiên Linh, Trùng Dương, Trúc Phạm, Xuân Ca | RIVER                  | Được tuyển chọn thông qua chương trình Senbatsu Battle                                      |
| 2021 | 25 tháng 12 năm 2021 | ABCDEFA!                                    | Ánh Sáng, Ashley, Hikari, Janie, Kaycee, Mochi, Trùng Dương                                                                                 | ABCDEFA!               | Được tuyển chọn thông qua sự kiện bắt tay của đĩa đơn RIVER và là bài hát original đầu tiên |

#### Solo
| Năm  | Ngày phát hành | Tên | Thành viên | Ghi chú                                                                       |
| 2021 | ?? năm 2021    | TBA | Ánh Sáng   | Dự án đặc biệt cho thành viên có tổng doanh thu cao nhất 3 tháng đầu năm 2021 |

#### Hợp tác
| Năm  | Ngày phát hành   | Tên               | Thành viên                                    | Ghi chú |
| 2020 | 9 tháng 6, 2020  | Bao La Việt Nam   | Anna                                          | Kết hợp với Hương Ly, Ly Ly, Minh Hằng, Bùi Công Nam, Liên Bỉnh Phát, Han Sara, Lê Ngọc Trinh, Anh Thám Tử / Vinh Trần / One(6A1), X2X, Võ Hoàng Yến |
| 2020 | 3 tháng 12, 2020 | Run For The Heart | Ashley, Janie, Linh Mai, Thu Nga, Trùng Dương | Kết hợp với Hoàng Bách, Nam Cường, Dũng Dablo, Trương Diễm, Trung Dũng, Trương Trần Anh Duy, Nguyễn Phi Hùng, Hà Nhi Idol, Tùng Lâm, Lona, Triệu Lộc, Ngọc Mai, Tuyết Mai, Khắc Minh, Phạm Đình Thái Ngân, Xuân Nghi The Voice, Quốc Nghiệp, Lê Đình Minh Ngọc, Vicky Nhung, Hoàng Phương, Vũ Phương, Duyên Quỳnh, Minh Sang, Henry Ngọc Thạch, Phương Thanh, Hiền Thục, Lưu Hiền Trinh, Lam Trường, Hiển Vinh, The Wings, X2X, Ykroc, 2 Thousand |

### Video âm nhạc đã xuất hiện
| Năm  | Ngày phát hành    | Tên                         | Nghệ sĩ                    | Album                                                                                    | Thành viên             | Ghi chú               |
| 2020 | 28 tháng 4, 2020  | Cô Vy Ơi Con Muốn Đi Học    | Mon Hoàng Anh(P336)        |                                                                                          | Phụng Nhi, Tammy       | —                     |
| 2020 | 29 tháng 5, 2020  | Một Bản Tình Ca Nhịp 6/8    | Phùng Khánh Linh           | OST 'SOL - Stage of love' the series                                                     | Kaycee                 | —                     |
| 2020 | 25 tháng 8, 2020  | Hoạ Mây                     | X2X                        |                                                                                          | Như Thảo               | Cố Giang Tình(phần 2) |
| 2020 | 28 tháng 12, 2020 | Đời Vui Lắm Em Ơi           | X2X                        | Anna, Ashley, Janie, Kaycee, Linh Mai, Ni Ni, Tiên Linh, Trúc Phạm, Trùng Dương, Xuân Ca | —                      |                       |
| 2021 | 22 tháng 1, 2021  | Không Yêu Cũng Chẳng Cô Đơn | Cody(Uni5), Đỗ Hoàng Dương | OST 'Em là chàng trai của anh'                                                           | —                      | Linh Mai              |
| 2021 | 23 tháng 2, 2021  | Tình Bạn Diệu Kỳ            | Amee, Ricky Star, Lăng LD  | Diệu kỳ Việt Nam                                                                         | Trúc Phạm, Trùng Dương | Phiên bản đặc biệt    |

## Sự kiện

### Sự kiện bắt tay
| Năm  | Single                 | Ngày tổ chức          | Địa điểm              | Ghi chú                                                                                   |
| 2019 | Heavy Rotation         | Ngày 1 tháng 9, 2019  | Hà Nội                | Sự kiện bắt tay đầu tiên                                                                  |
| 2019 | Heavy Rotation         | Ngày 8 tháng 9, 2019  | Thành phố Hồ Chí Minh | Sự kiện bắt tay đầu tiên                                                                  |
| 2020 | Koisuru Fortune Cookie | Ngày 12 tháng 7, 2020 | Thành phố Hồ Chí Minh | Sự kiện bắt tay cuối cùng của Elena và Celia với tư cách thành viên nhóm                  |
| 2021 | RIVER                  | Ngày 4 tháng 4, 2021  | Thành phố Hồ Chí Minh | 7 thành viên có số vé bắt tay nhiều nhất sẽ trình diễn bài hát Original đầu tiên của nhóm |

## Chương trình

### Chương trình truyền hình
| Năm  | Chương trình                                | Kênh phát sóng                                 | Số tập | Thành viên | Ngày phát sóng                                 | Vai trò   | Ghi chú                                                                   |
| 2019 | Bí mật chuyện sao                           | HTV9                                           | 1      | Ánh Sáng, Kaycee, Linh Mai, Lệ Trang, Sachi, Tiên Linh | 13:30 ngày 21 tháng 1, 2019                    | Khách mời | —                                                                         |
| 2019 | 2IDOL                                       | Yeah1TV                                        | 2      | Cả nhóm | 26 tháng 3, 2019                               | Khách mời | Phần 1                                                                    |
| 2019 | 2IDOL                                       | Yeah1TV                                        | 2      | Cả nhóm | 27 tháng 3, 2019                               | Khách mời | Phần 2                                                                    |
| 2019 | Siêu bất ngờ                                | HTV7                                           | 1      | Cả nhóm | 20:30 ngày 21 tháng 4, 2019                    | Khách mời | Mùa 4 - Tập 24                                                            |
| 2019 | Trường học thần tượng - Pinker School       | - Yeah1TV - VTVCab 17 - UM Channel - VTVCab 15 | 8      | Ánh Sáng, Anna, Ashley, Celia, Hikari, Janie, Kaycee, Lệ Trang, Linh Mai, Mochi, Mon, Như Thảo, Sachi, Sunny, Thu Nga, Tiên Linh, Trúc Phạm, Trùng Dương, Xuân Ca | 3 tháng 8, 2019                                | Thí sinh  | Tập 1                                                                     |
| 2019 | Trường học thần tượng - Pinker School       | - Yeah1TV - VTVCab 17 - UM Channel - VTVCab 15 | 8      | Ánh Sáng, Anna, Dona, Gia Nghi, Hikari, Janie, Kaycee, Lệ Trang, Linh Mai, Mochi, Sachi, Sunny, Tammy, Thu Nga, Tiên Linh, Trùng Dương | 10 tháng 8, 2019                               | Thí sinh  | Tập 2                                                                     |
| 2019 | Trường học thần tượng - Pinker School       | - Yeah1TV - VTVCab 17 - UM Channel - VTVCab 15 | 8      | - Đội A: Gia Nghi, Janie, Linh Mai, Tiên Linh - Đội B: Ánh Sáng, Anna, Hikari, Sunny - Đội C: Dona, Lệ Trang, Thu Nga, Trùng Dương - Đội D: Kaycee, Mochi, Sachi, Tammy | 17 tháng 8, 2019                               | Thí sinh  | Tập 3                                                                     |
| 2019 | Trường học thần tượng - Pinker School       | - Yeah1TV - VTVCab 17 - UM Channel - VTVCab 15 | 8      | - Đội 1: Mẫn Nghi, Tammy, Tiên Linh, Trùng Dương - Đội 2: Ashley, Hikari, Lệ Trang, Sunny - Đội 3: Linh Mai, Mochi, Sachi, Thu Nga - Đội 4: Ánh Sáng, Anna, Janie, Trúc Phạm - Đội 5: Dona, Gia Nghi, Ni Ni - Đội 6: Elena, Minxy, Phụng Nhi                                                          | 24 tháng 8, 2019                               | Thí sinh  | Tập 4                                                                     |
| 2019 | Trường học thần tượng - Pinker School       | - Yeah1TV - VTVCab 17 - UM Channel - VTVCab 15 | 8      | Ánh Sáng, Anna, Ashley, Celia, Dona, Gia Nghi, Hikari, Janie, Kaycee, Lệ Trang, Linh Mai, Mochi, Mon, Minxy, Như Thảo, Sachi, Sunny, Tammy, Thu Nga, Tiên Linh, Trúc Phạm, Trùng Dương, Xuân Ca | 31 tháng 8, 2019                               | Thí sinh  | Tập 5                                                                     |
| 2019 | Trường học thần tượng - Pinker School       | - Yeah1TV - VTVCab 17 - UM Channel - VTVCab 15 | 8      | Ashley, Celia, Dona, Elena, Gia Nghi, Hikari, Lệ Trang, Minxy, Mon, Như Thảo, Ni Ni, Phụng Nhi, Sunny, Trúc Phạm, Trùng Dương, Xuân Ca | 7 tháng 9, 2019                                | Thí sinh  | Tập 6                                                                     |
| 2019 | Trường học thần tượng - Pinker School       | - Yeah1TV - VTVCab 17 - UM Channel - VTVCab 15 | 8      | - Đội 1: Kaycee(Nhóm trưởng), Hikari, Minxy, Tiên Linh - Đội 2: Sachi(Nhóm trưởng), Ashley, Mochi, Thu Nga - Đội 3: Anna(Nhóm trưởng), Tiên Linh, Trùng Dương, Trúc Phạm, Sunny - Đội 4: Ánh Sáng(Nhóm trưởng), Janie, Lệ Trang, Linh Mai, Xuân Ca                                                    | 14 tháng 9, 2019                               | Thí sinh  | Tập 7                                                                     |
| 2019 | Trường học thần tượng - Pinker School       | - Yeah1TV - VTVCab 17 - UM Channel - VTVCab 15 | 8      | - Đội 1: Ánh Sáng, Janie, Sachi, Xuân Ca - Đội 2: Anna, Ashley, Mochi, Trùng Dương - Đội 3: Hikari, Minxy, Thu Nga, Trúc Phạm, Sunny - Đội 4: Kaycee, Lệ Trang, Linh Mai, Tiên Linh | 21 tháng 9, 2019                               | Thí sinh  | Tập 8                                                                     |
| 2019 | Bữa trưa vui vẻ                             | VTV6                                           | 1      | Lệ Trang, Minxy, Sachi, Thu Nga, Trùng Dương(Khách mời chính) | 12:00 ngày 10 tháng 8, 2019                    | Khách mời | —                                                                         |
| 2019 | Bữa trưa vui vẻ                             | VTV6                                           | 1      | Ánh Sáng, Anna, Hikari, Janie, Kaycee, Linh Mai, Mochi, Mon, Sunny, Tiên Linh, Trúc Phạm | 12:00 ngày 10 tháng 8, 2019                    | Khách mời | —                                                                         |
| 2019 | Đại tiệc FA                                 | VTV6                                           | 1      | Anna, Dona, Hikari, Janie, Kaycee, Lệ Trang, Linh Mai, Mon, Minxy, Sachi, Sunny, Thu Nga, Tiên Linh, Trúc Phạm, Trùng Dương, Xuân Ca | 20:00 ngày 11 tháng 8, 2019                    | Khách mời | —                                                                         |
| 2019 | Yeah1 weekend box - The hits of underground | Yeah1TV                                        | 1      | Anna, Dona, Hikari, Janie, Kaycee, Lệ Trang, Linh Mai, Mon, Minxy, Sachi, Sunny, Thu Nga, Tiên Linh, Trúc Phạm, Trùng Dương, Xuân Ca | 17:40 ngày 1 tháng 9, 2019                     | Khách mời | —                                                                         |
| 2019 | Yeah1 on back stage                         | Yeah1TV                                        | 1      | Cả nhóm | 20:30 ngày 10 tháng 9, 2019                    | Khách mời | —                                                                         |
| 2019 | Khẩu vị ngôi sao                            | HTV7                                           | 1      | Celia, Ni Ni | 17:50 ngày 15 tháng 9, 2019                    | Thí sinh  | Tập 114                                                                   |
| 2019 | Mình ăn trưa nhé                            | HTV7                                           | 2      | - Đội Nám Tại Gân: Trúc Phạm(Đội trưởng), Tammy, Tiên Linh - Đội Sà Bì Chưởng: Kaycee(Đội trưởng), Hikari, Mẫn Nghi | 12:30 ngày 27 tháng 10, 2019                   | Thí sinh  | Mùa 2 - Tập 51                                                            |
| 2019 | Mình ăn trưa nhé                            | HTV7                                           | 2      | - Đội Công Chúa: Anna(Đội trưởng), Ánh Sáng, Thu Nga - Đội Lọ Lem: Trùng Dương(Đội trưởng), Lệ Trang, Mochi | 12:30 ngày 10 tháng 11, 2019                   | Thí sinh  | Mùa 2 - Tập 53                                                            |
| 2019 | 100 giây rực rỡ                             | VTV3                                           | 2      | Ánh Sáng, Anna, Dona, Hikari, Janie, Kaycee, Linh Mai, Lệ Trang, Mochi, Mon, Minxy, Sunny, Tammy, Thu Nga, Trùng Dương, Trúc Phạm | 21:00 ngày 8 tháng 11, 2019                    | Thí sinh  | Mùa 2 - Tập 4                                                             |
| 2019 | 100 giây rực rỡ                             | VTV3                                           | 2      | Ánh Sáng, Anna, Dona, Hikari, Janie, Kaycee, Linh Mai, Lệ Trang, Mochi, Mon, Như Thảo, Ni Ni, Phụng Nhi, Sunny, Tammy, Tiên Linh, Trùng Dương, Trúc Phạm | 21:00 ngày 22 tháng 11, 2019                   | Thí sinh  | Mùa 2 - Tập 6 (Vòng bán kết 1)                                            |
| 2019 | Bản tin thế hệ số                           | VTV6                                           | 1      | Kaycee, Linh Mai | 18:30 ngày 15 tháng 11, 2019                   | Khách mời | —                                                                         |
| 2019 | Giọng ca bí ẩn                              | HTV7                                           | 1      | Anna, Sachi | 21:00 ngày 18 tháng 11, 2019                   | Thí sinh  | Mùa 2 - Tập 17                                                            |
| 2019 | Giọng ải giọng ai                           | HTV7                                           | 2      | Xuân Ca | 19:30 ngày 23 tháng 11, 2019                   | Thí sinh  | Mùa 4 - Tập 18                                                            |
| 2019 | Giọng ải giọng ai                           | HTV7                                           | 2      | Elena | 19:30 ngày 7 tháng 12, 2019                    | Thí sinh  | Mùa 4 - Tập 20                                                            |
| 2019 | Ba lô xoay - Đi một ngày đàng               | VTV9                                           | 4      | Kaycee, Trùng Dương | 11:15 ngày 8 tháng 12, 2019                    | MC        | Tập 1: Khám phá Làng mái tranh độc đáo ở Fukushima                        |
| 2019 | Ba lô xoay - Đi một ngày đàng               | VTV9                                           | 4      | Kaycee, Trùng Dương | 11:15 ngày 15 tháng 12, 2019                   | MC        | Tập 2: Nghệ thuật vẽ nến ở Fukushima                                      |
| 2019 | Ba lô xoay - Đi một ngày đàng               | VTV9                                           | 4      | Kaycee, Trùng Dương | 11:15 ngày 22 tháng 12, 2019                   | MC        | Tập 3: Khám phá Miyagi, Nhật Bản - Vùng đất với vẻ đẹp lôi cuốn, khó quên |
| 2019 | Ba lô xoay - Đi một ngày đàng               | VTV9                                           | 4      | Kaycee, Trùng Dương | 11:15 ngày 29 tháng 12, 2019                   | MC        | Tập 4: Khám phá trung tâm vũ trụ Java - Nhật Bản                          |
| 2019 | Một trăm triệu một phút                     | VTV3                                           | 1      | Ánh Sáng, Kaycee, Thu Nga | 11:00 ngày 22 tháng 12, 2019                   | Thí sinh  | Tập 229                                                                   |
| 2019 | Sàn đấu ca từ                               | HTV7                                           | 1      | Anna, Kaycee | 19:00 ngày 29 tháng 12, 2019                   | Thí sinh  | Mùa 4 - Tập 13                                                            |
| 2019 | Kōhaku Uta Gassen (紅白歌合戦)              | NHK                                            | 1      | Anna(Đội Đỏ) | 17:15 ngày 31 tháng 12, 2019                   | Thí sinh  | Lần thứ 70                                                                |
| 2020 | Én vàng học đường 2019                      | HTV9                                           | 1      | Ánh Sáng, Anna, Hikari, Kaycee, Lệ Trang, Linh Mai, Mẫn Nghi, Minxy, Mochi, Như Thảo, Ni Ni, Sunny, Tammy, Thu Nga, Tiên Linh, Trúc Phạm, Trùng Dương, Xuân Ca | 20:45 ngày 3 tháng 1, 2020                     | Khách mời | Tập 15: Chung kết xếp hạng                                                |
| 2020 | Chiếc nôi âm nhạc                           | ĐN1-RTV                                        | 1      | Ánh Sáng, Anna, Hikari, Janie, Kaycee, Linh Mai, Lệ Trang, Minxy, Mochi, Mon, Sunny, Thu Nga, Tiên Linh, Trùng Dương, Trúc Phạm, Xuân Ca | 10:00 ngày 31 tháng 5, 2020                    | Khách mời | —                                                                         |
| 2020 | Senbatsu Battle                             | Yeah1TV                                        | 10     | Ánh Sáng, Anna, Ashley, Dona, Hikari, Janie, Kaycee, Lệ Trang, Linh Mai, Mẫn Nghi, Minxy, Mochi, Mon, Như Thảo, Ni Ni, Phụng Nhi, Sunny, Tammy, Thu Nga, Tiên Linh, Trúc Phạm, Trùng Dương, Xuân Ca                                                                                                   | 22:00 ngày 3 tháng 7, 2020                     | Thí sinh  | Tập 1                                                                     |
| 2020 | Senbatsu Battle                             | Yeah1TV                                        | 10     | - Đội A: Xuân Ca(Đội trưởng), Dona, Linh Mai, Mẫn Nghi, Như Thảo, Sunny - Đội Baby Queen: Ánh Sáng, Hikari, Mon, Thu Nga, Trùng Dương - Đội Eyeliner: Minxy(Đội trưởng), Ashley, Janie, Kaycee, Tammy, Trúc Phạm - Đội Mỡ: Anna(Đội trưởng), Lệ Trang, Mochi, Ni Ni, Phụng Nhi, Tiên Linh             | 22:00 ngày 10 tháng 7, 2020                    | Thí sinh  | Tập 2                                                                     |
| 2020 | Senbatsu Battle                             | Yeah1TV                                        | 10     | - Đội A: Xuân Ca(Đội trưởng), Dona, Linh Mai, Mẫn Nghi, Như Thảo, Sunny - Đội Baby Queen: Ánh Sáng, Hikari, Mon, Thu Nga, Trùng Dương - Đội Eyeliner: Minxy(Đội trưởng), Ashley, Janie, Kaycee, Tammy, Trúc Phạm - Đội Mỡ: Anna(Đội trưởng), Lệ Trang, Mochi, Ni Ni, Phụng Nhi, Tiên Linh             | 22:00 ngày 17 tháng 7, 2020                    | Thí sinh  | Tập 3                                                                     |
| 2020 | Senbatsu Battle                             | Yeah1TV                                        | 10     | - Đội A: Xuân Ca(Đội trưởng), Dona, Linh Mai, Mẫn Nghi, Như Thảo, Sunny - Đội Baby Queen: Trùng Dương(Đội trưởng), Ánh Sáng, Hikari, Mon, Thu Nga - Đội Eyeliner: Minxy(Đội trưởng), Ashley, Janie, Kaycee, Tammy, Trúc Phạm - Đội Mỡ: Anna(Đội trưởng), Lệ Trang, Mochi, Ni Ni, Tiên Linh            | 22:00 ngày 24 tháng 7, 2020                    | Thí sinh  | Tập 4                                                                     |
| 2020 | Senbatsu Battle                             | Yeah1TV                                        | 10     | - Đội A: Xuân Ca(Đội trưởng), Dona, Linh Mai, Mẫn Nghi, Như Thảo, Sunny - Đội Baby Queen: Trùng Dương(Đội trưởng), Ánh Sáng, Hikari, Mon, Thu Nga - Đội Eyeliner: Minxy(Đội trưởng), Ashley, Janie, Kaycee, Tammy, Trúc Phạm - Đội Mỡ: Anna(Đội trưởng), Lệ Trang, Mochi, Ni Ni, Tiên Linh            | 22:00 ngày 31 tháng 7, 2020                    | Thí sinh  | Tập 5                                                                     |
| 2020 | Senbatsu Battle                             | Yeah1TV                                        | 10     | Phụng Nhi | 22:00 ngày 31 tháng 7, 2020                    | Khách mời | Tập 5                                                                     |
| 2020 | Senbatsu Battle                             | Yeah1TV                                        | 10     | - Đội A: Xuân Ca(Đội trưởng), Dona, Linh Mai, Mẫn Nghi, Như Thảo, Sunny - Đội Baby Queen: Trùng Dương(Đội trưởng), Ánh Sáng, Hikari, Mon, Thu Nga - Đội Eyeliner: Minxy(Đội trưởng), Ashley, Janie, Kaycee, Tammy, Trúc Phạm - Đội Mỡ: Anna(Đội trưởng), Lệ Trang, Mochi, Ni Ni, Phụng Nhi, Tiên Linh | 22:00 ngày 7 tháng 8, 2020                     | Thí sinh  | Tập 6                                                                     |
| 2020 | Senbatsu Battle                             | Yeah1TV                                        | 10     | Cả nhóm | 22:00 ngày 14 tháng 8, 2020                    | Thí sinh  | Tập 7                                                                     |
| 2020 | Senbatsu Battle                             | Yeah1TV                                        | 10     | - Đội A: Xuân Ca(Đội trưởng), Dona, Linh Mai, Mẫn Nghi, Sunny - Đội Baby Queen: Trùng Dương(Đội trưởng), Ánh Sáng, Hikari, Mon, Thu Nga - Đội Eyeliner: Minxy(Đội trưởng), Ashley, Janie, Kaycee, Tammy, Trúc Phạm - Đội Mỡ: Anna(Đội trưởng), Lệ Trang, Mochi, Ni Ni, Tiên Linh                      | 22:00 ngày 21 tháng 8, 2020                    | Thí sinh  | Tập 8                                                                     |
| 2020 | Senbatsu Battle                             | Yeah1TV                                        | 10     | Như Thảo | 22:00 ngày 21 tháng 8, 2020                    | Khách mời | Tập 8                                                                     |
| 2020 | Senbatsu Battle                             | Yeah1TV                                        | 10     | Dona, Lệ Trang, Minxy, Mon, Như Thảo, Sunny | 22:00 ngày 28 tháng 8, 2020 và 4 tháng 9, 2020 | Khách mời | - Tập 9 - Tập 10                                                          |
| 2020 | Senbatsu Battle                             | Yeah1TV                                        | 10     | Anna, Ánh Sáng, Ashley, Hikari, Janie, Kaycee, Linh Mai, Mẫn Nghi, Mochi, Ni Ni, Tammy, Thu Nga, Tiên Linh, Trúc Phạm, Trùng Dương, Xuân Ca | 22:00 ngày 28 tháng 8, 2020 và 4 tháng 9, 2020 | Thí sinh  | - Tập 9 - Tập 10                                                          |
| 2020 | Ca sĩ bí ẩn                                 | HTV7                                           | 1      | Ánh Sáng | 21:00 ngày 10 tháng 8, 2020                    | Thí sinh  | Mùa 4 - Tập 15                                                            |
| 2020 | Bữa trưa vui vẻ                             | VTV6                                           | 1      | Ánh Sáng, Anna, Janie, Kaycee, Linh Mai, Mochi, Ni Ni, Tammy, Tiên Linh, Trúc Phạm, Trùng Dương, Xuân Ca | 12:00 ngày 31 tháng 12, 2020                   | Khách mời | —                                                                         |
| 2021 | Xuân Quê Hương                              | ĐN1-RTV                                        | 1      | Ánh Sáng, Anna, Ashley, Hikari, Janie, Kaycee, Linh Mai, Mẫn Nghi, Mochi, Ni Ni, Tammy, Thu Nga, Tiên Linh, Trùng Dương, Trúc Phạm, Xuân Ca | 20:00 ngày 11 tháng 2, 2021                    | Khách mời | —                                                                         |
| 2021 | Gala Việt Nam Ngày Mới                      | ANTV                                           | 1      | Ánh Sáng, Anna, Ashley, Hikari, Janie, Kaycee, Linh Mai, Mẫn Nghi, Mochi, Sunny, Tammy, Thu Nga, Tiên Linh, Trùng Dương, Trúc Phạm, Xuân Ca | 22:00 ngày 11 tháng 2, 2021                    | Khách mời | —                                                                         |
| 2021 | Gala Nhạc Việt                              | HTV9                                           | 1      | Ánh Sáng, Anna, Ashley, Hikari, Janie, Kaycee, Linh Mai, Mẫn Nghi, Mochi, Ni Ni, Tammy, Thu Nga, Tiên Linh, Trùng Dương, Trúc Phạm, Xuân Ca | 20:45 ngày 12 tháng 2, 2021                    | Khách mời | Mùa 15: Năm mới bình an                                                   |
| 2021 | Bộ Ba Siêu Đẳng                             | VTV3                                           | 1      | Anna, Ashley, Dona, Hikari, Janie, Kaycee, Linh Mai, Mẫn Nghi, Mochi, Mon, Ni Ni, Sunny, Tiên Linh, Trùng Dương, Trúc Phạm, Xuân Ca | 21:00 ngày 27 tháng 5, 2021                    | Khách mời | Mùa 3 - Tập 4                                                             |
| 2021 | Thanh Âm Quyền Năng                         | HTV7                                           | 1      | Trúc Phạm(Đội Năng Lượng) | 20:25 ngày 2 tháng 7, 2021                     | Thí sinh  | Tập 7                                                                     |

### Chương trình chiếu mạng
| Năm  | Chương trình                                  | Nền tảng             | Kênh đăng tải          | Thành viên | Số tập | Ngày phát sóng               | Vai trò   | Ghi chú             |
| 2019 | Yeah1 spotlight                               | YouTube              | Yeah1TV                | Hikari, Janie, Kaycee, Lệ Trang, Linh Mai | 1      | 12:45 ngày 12 tháng 12, 2019 | Khách mời | —                   |
| 2019 | SGO48 challenges                              | YouTube              | SGO48                  | Ánh Sáng, Anna, Ashley, Dona, Celia, Gia Nghi, Kaycee, Lệ Trang, Linh Mai, Mẫn Nghi, Minxy, Mochi, Mon, Như Thảo, Ni Ni, Phụng Nhi, Sachi, Tammy, Thu Nga, Trùng Dương, Xuân Ca | 6      | 3 tháng 5, 2019              | Thí sinh  | Tập 1               |
| 2019 | SGO48 challenges                              | YouTube              | SGO48                  | Ánh Sáng, Anna, Ashley, Dona, Celia, Gia Nghi, Lệ Trang, Linh Mai, Mẫn Nghi, Minxy, Mochi, Mon, Như Thảo, Ni Ni, Phụng Nhi, Sachi, Tammy, Thu Nga, Trùng Dương, Xuân Ca         | 6      | 6 tháng 5, 2019              | Thí sinh  | Tập 2               |
| 2019 | SGO48 challenges                              | YouTube              | SGO48                  | Kaycee | 6      | 6 tháng 5, 2019              | MC        | Tập 2               |
| 2019 | SGO48 challenges                              | YouTube              | SGO48                  | Cả nhóm | 6      | 7 tháng 5, 2019              | Thí sinh  | Tập 3               |
| 2019 | SGO48 challenges                              | YouTube              | SGO48                  | Cả nhóm | 6      | 7 tháng 5, 2019              | Thí sinh  | Tập 4               |
| 2019 | SGO48 challenges                              | YouTube              | SGO48                  | Cả nhóm | 6      | 8 tháng 5, 2019              | Thí sinh  | Tập 5               |
| 2019 | SGO48 challenges                              | YouTube              | SGO48                  | Cả nhóm | 6      | 8 tháng 5, 2019              | Thí sinh  | Tập 6               |
| 2019 | SGO48 town discovery - Aeon Mall phiêu lưu ký | YouTube              | - SGO48 - AEON VIETNAM | Anna, Lệ Trang, Linh Mai, Mochi, Sachi, Tiên Linh, Trúc Phạm, Trùng Dương | 2      | 31 tháng 5, 2019             | Khách mời | Tập 1               |
| 2019 | SGO48 town discovery - Aeon Mall phiêu lưu ký | YouTube              | - SGO48 - AEON VIETNAM | Celia, Hikari, Linh Mai, Minxy, Sunny, Thu Nga, Xuân Ca | 2      | 7 tháng 9, 2019              | Khách mời | Tập 2               |
| 2019 | Gương mặt showbiz                             | YouTube              | iHay TV                | Ánh Sáng, Anna, Linh Mai, Trúc Phạm | 1      | 25 tháng 12, 2019            | Khách mời | —                   |
| 2020 | Yeah1 spotlight                               | YouTube              | Yeah1TV                | Kaycee | 4      | 20:00 ngày 21 tháng 2, 2020  | VJ        | —                   |
| 2020 | Yeah1 spotlight                               | YouTube              | Yeah1TV                | Kaycee | 4      | 19:30 ngày 5 tháng 3, 2020   | VJ        | —                   |
| 2020 | Yeah1 spotlight                               | YouTube              | Yeah1TV                | Kaycee | 4      | 19:30 ngày 6 tháng 3, 2020   | VJ        | —                   |
| 2020 | Yeah1 spotlight                               | YouTube              | Yeah1TV                | Kaycee | 4      | 19:30 ngày 9 tháng 3, 2020   | VJ        | —                   |
| 2020 | Yeah1 spotlight                               | YouTube              | Yeah1TV                | Như Thảo | 1      | 19:30 ngày 3 tháng 9, 2020   | Khách mời | —                   |
| 2020 | Mix - in show                                 | V Live               | V VIETNAM              | Kaycee, Linh Mai | 1      | 20:00 ngày 3 tháng 6, 2020   | Khách mời | Tập 3               |
| 2020 | SGO48 Challenges (Mùa 2)                      | YouTube              | SGO48                  | Minxy (Đội trưởng), Ashley, Janie, Kaycee, Tammy, Trúc Phạm | 6      | 20:00 ngày 5 tháng 7, 2020   | Thí sinh  | Tập 1               |
| 2020 | SGO48 Challenges (Mùa 2)                      | YouTube              | SGO48                  | Trùng Dương (Đội trưởng), Ánh Sáng, Hikari, Mon, Thu Nga | 6      | 20:00 ngày 12 tháng 7, 2020  | Thí sinh  | Tập 2               |
| 2020 | SGO48 Challenges (Mùa 2)                      | YouTube              | SGO48                  | Xuân Ca (Đội trưởng), Dona, Linh Mai, Mẫn Nghi, Như Thảo, Sunny | 6      | 20:00 ngày 19 tháng 7, 2020  | Thí sinh  | Tập 3               |
| 2020 | SGO48 Challenges (Mùa 2)                      | YouTube              | SGO48                  | Anna (Đội trưởng), Lệ Trang, Mochi, Ni Ni, Phụng Nhi, Tiên Linh | 6      | 20:00 ngày 26 tháng 7, 2020  | Thí sinh  | Tập 4               |
| 2020 | SGO48 Challenges (Mùa 2)                      | YouTube              | SGO48                  | Kaycee, Ni Ni | 6      | 20:00 ngày 2 tháng 8, 2020   | Thí sinh  | Tập 5               |
| 2020 | SGO48 Challenges (Mùa 2)                      | YouTube              | SGO48                  | Minxy, Tammy | 6      | 20:00 ngày 16 tháng 8, 2020  | Thí sinh  | Tập 6               |
| 2020 | Bản tin SGO48                                 | - Facebook - YouTube | SGO48                  | Tiên Linh, Trúc Phạm | 12     | 21:50 ngày 5 tháng 8, 2020   | MC        | Tập 1               |
| 2020 | Bản tin SGO48                                 | - Facebook - YouTube | SGO48                  | Tiên Linh, Trúc Phạm | 12     | 20:00 ngày 7 tháng 8, 2020   | MC        | Tập 2               |
| 2020 | Bản tin SGO48                                 | - Facebook - YouTube | SGO48                  | Anna, Ánh Sáng, Ashley, Hikari, Janie, Kaycee, Linh Mai, Mẫn Nghi, Mochi, Ni Ni, Tammy, Thu Nga, Trùng Dương, Xuân Ca                                                           | 12     | 20:00 ngày 7 tháng 8, 2020   | Khách mời | Tập 2               |
| 2020 | Bản tin SGO48                                 | - Facebook - YouTube | SGO48                  | Tiên Linh, Trúc Phạm | 12     | 20:00 ngày 10 tháng 8, 2020  | MC        | Tập 3               |
| 2020 | Bản tin SGO48                                 | - Facebook - YouTube | SGO48                  | Tiên Linh, Trúc Phạm | 12     | 20:00 ngày 14 tháng 8, 2020  | MC        | Tập 4               |
| 2020 | Bản tin SGO48                                 | - Facebook - YouTube | SGO48                  | Tiên Linh, Trúc Phạm | 12     | 20:00 ngày 17 tháng 8, 2020  | MC        | Tập 5               |
| 2020 | Bản tin SGO48                                 | - Facebook - YouTube | SGO48                  | Anna, Ánh Sáng, Kaycee, Lệ Trang, Linh Mai, Mochi, Thu Nga, Trùng Dương | 12     | 20:00 ngày 17 tháng 8, 2020  | Khách mời | Tập 5               |
| 2020 | Bản tin SGO48                                 | - Facebook - YouTube | SGO48                  | Tiên Linh, Trúc Phạm | 12     | 20:00 ngày 21 tháng 8, 2020  | MC        | Tập 6               |
| 2020 | Bản tin SGO48                                 | - Facebook - YouTube | SGO48                  | Tiên Linh, Trúc Phạm | 12     | 20:00 ngày 24 tháng 8, 2020  | MC        | Tập 7               |
| 2020 | Bản tin SGO48                                 | - Facebook - YouTube | SGO48                  | Như Thảo | 12     | 20:00 ngày 24 tháng 8, 2020  | Khách mời | Tập 7               |
| 2020 | Bản tin SGO48                                 | - Facebook - YouTube | SGO48                  | Kaycee, Linh Mai, Thu Nga | 12     | 20:00 ngày 28 tháng 8, 2020  | Khách mời | Tập 8               |
| 2020 | Bản tin SGO48                                 | - Facebook - YouTube | SGO48                  | Tiên Linh, Trúc Phạm | 12     | 20:00 ngày 28 tháng 8, 2020  | MC        | Tập 8               |
| 2020 | Bản tin SGO48                                 | - Facebook - YouTube | SGO48                  | Tiên Linh, Trúc Phạm | 12     | 20:00 ngày 31 tháng 8, 2020  | MC        | Tập 9 - Số đặc biệt |
| 2020 | Bản tin SGO48                                 | - Facebook - YouTube | SGO48                  | Cả nhóm | 12     | 20:00 ngày 31 tháng 8, 2020  | Khách mời | Tập 9 - Số đặc biệt |
| 2020 | Bản tin SGO48                                 | - Facebook - YouTube | SGO48                  | Kaycee, Trúc Phạm | 12     | 20:00 ngày 4 tháng 9, 2020   | MC        | Tập 10              |
| 2020 | Bản tin SGO48                                 | - Facebook - YouTube | SGO48                  | Tiên Linh, Trúc Phạm | 12     | 20:00 ngày 11 tháng 9, 2020  | MC        | Tập 11              |
| 2020 | Bản tin SGO48                                 | - Facebook - YouTube | SGO48                  | Tiên Linh, Trúc Phạm | 12     | 20:00 ngày 14 tháng 9, 2020  | MC        | Tập 12              |
| 2021 | SGO48 challenges (Mùa 3)                      | YouTube              | SGO48                  | Janie, Như Thảo, Nini, Tammy, Trùng Dương, Xuân Ca | 2      | 20 tháng 1, 2021             | Khách mời | Tập 1               |
| 2021 | SGO48 challenges (Mùa 3)                      | YouTube              | SGO48                  | Dona, Linh Mai, Mẫn Nghi, Phụng Nhi, Thu Nga | 2      | 25 tháng 1, 2021             | Khách mời | Tập 2               |
| 2021 | 360 độ soi                                    | YouTube              | Kinglive               | Linh Mai | 1      | 19:00 ngày 24 tháng 2, 2021  | Khách mời | —                   |

Lưu ý: Những chương trình được in đậm chỉ dành cho hội viên của kênh SGO48.

### Radio
| Năm  | Chương trình        | Thành viên                                          | Ghi chú                          |
| 2019 | SGO48 Radio Show    | Mochi, Sachi, Sunny, Thu Nga                        | Tập 1                            |
| 2019 | SGO48 Radio Show    | Gia Nghi, Linh Mai, Mon, Xuân Ca                    | Tập 2                            |
| 2019 | SGO48 Radio Show    | Ánh Sáng, Kaycee, Lệ Trang, Mochi, Minxy, Tiên Linh | Tập 3                            |
| 2019 | VOH Radio Online    | Ánh Sáng, Anna, Kaycee, Linh Mai                    | Chuyên mục: "Khách đến chơi nhà" |
| 2020 | VOH Radio Online    | Ánh Sáng, Kaycee, Linh Mai, Mochi, Ni Ni            | Chuyên mục: "Thành phố lên đèn"  |
| 2020 | Radio Confession    | Dona, Janie, Xuân Ca, Lệ Trang                      | Tập 1                            |
| 2020 | Radio Confession    | Dona, Kaycee, Thu Nga, Xuân Ca                      | Tập 2                            |
| 2020 | Radio Confession    | Dona, Hikari, Mochi, Tiên Linh, Xuân Ca             | Tập 3                            |
| 2020 | Radio Confession    | Anna, Dona, Trúc Phạm, Xuân Ca                      | Tập 4                            |
| 2020 | Radio Confession    | Kaycee, Lệ Trang, Trúc Phạm                         | Tập 5                            |
| 2020 | Radio Confession    | Anna, Tammy, Trùng Dương, Xuân Ca                   | Tập 6                            |
| 2020 | Radio Confession    | Anna, Dona, Mochi, Trúc Phạm                        | Tập 7                            |
| 2020 | Radio Confession    | Dona, Kaycee, Ni Ni, Xuân Ca                        | Tập 8                            |
| 2020 | Radio Confession    | Ánh Sáng, Phụng Nhi                                 | Tập 9                            |
| 2020 | Radio Confession    | Dona, Mẫn Nghi, Trùng Dương                         | Tập 10                           |
| 2020 | Radio Confession    | Dona, Hikari, Linh Mai, Tammy                       | Tập 11                           |
| 2020 | Radio Confession    | Anna, Dona, Trùng Dương                             | Tập 12                           |
| 2021 | NHK Radio "My Asa!" | Kaycee, Sunny                                       | Tamio Miyake's My Asa!           |

## Danh sách phim

### Phim truyền hình
| Năm  | Phim                                       | Nền tảng                | Kênh phát sóng                                                         | Số tập | Diễn viên   | Vai         | Vai trò            | Ghi chú        |
| 2019 | 'La la school' season 4: 'Trại hè âm nhạc' | - Truyền hình - YouTube | - Yeah1 TV - VTVCab 17 - UM Channel - VTVCab 15 - LA LA School - SGO48 | 10     | Ánh Sáng    | Ánh Sáng    | Nữ phụ             | Nhóm Công Chúa |
| 2019 | 'La la school' season 4: 'Trại hè âm nhạc' | - Truyền hình - YouTube | - Yeah1 TV - VTVCab 17 - UM Channel - VTVCab 15 - LA LA School - SGO48 | 10     | Anna        | Cát Tường   | Nữ phụ             | Nhóm Công Chúa |
| 2019 | 'La la school' season 4: 'Trại hè âm nhạc' | - Truyền hình - YouTube | - Yeah1 TV - VTVCab 17 - UM Channel - VTVCab 15 - LA LA School - SGO48 | 10     | Thu Nga     | Thu Nga     | Nữ chính           | Nhóm Công Chúa |
| 2019 | 'La la school' season 4: 'Trại hè âm nhạc' | - Truyền hình - YouTube | - Yeah1 TV - VTVCab 17 - UM Channel - VTVCab 15 - LA LA School - SGO48 | 10     | Lệ Trang    | Lệ Trang    | Nữ phụ             | Nhóm Lọ Lem    |
| 2019 | 'La la school' season 4: 'Trại hè âm nhạc' | - Truyền hình - YouTube | - Yeah1 TV - VTVCab 17 - UM Channel - VTVCab 15 - LA LA School - SGO48 | 10     | Mochi       | Hoàng My    | Nữ phụ             | Nhóm Lọ Lem    |
| 2019 | 'La la school' season 4: 'Trại hè âm nhạc' | - Truyền hình - YouTube | - Yeah1 TV - VTVCab 17 - UM Channel - VTVCab 15 - LA LA School - SGO48 | 10     | Trùng Dương | Trùng Dương | Nữ chính           | Nhóm Lọ Lem    |
| 2019 | 'La la school' season 4: 'Trại hè âm nhạc' | - Truyền hình - YouTube | - Yeah1 TV - VTVCab 17 - UM Channel - VTVCab 15 - LA LA School - SGO48 | 10     | Linh Mai    | Cô Linh     | Nữ phụ             |                |
| 2019 | 'La la school' season 4: 'Trại hè âm nhạc' | - Truyền hình - YouTube | - Yeah1 TV - VTVCab 17 - UM Channel - VTVCab 15 - LA LA School - SGO48 | 10     | Tammy       | Lớp trưởng  | Vai diễn khách mời |                |
| 2019 | 'La la school' season 4: 'Trại hè âm nhạc' | - Truyền hình - YouTube | - Yeah1 TV - VTVCab 17 - UM Channel - VTVCab 15 - LA LA School - SGO48 | 10     | DONA        |             | Vai diễn khách mời |                |
| 2019 | 'La la school' season 4: 'Trại hè âm nhạc' | - Truyền hình - YouTube | - Yeah1 TV - VTVCab 17 - UM Channel - VTVCab 15 - LA LA School - SGO48 | 10     | Ni Ni       |             | Vai diễn khách mời |                |

### Web drama
| Năm  | Phim                                     | Nền tảng             | Kênh phát sóng                           | Số tập   | Diễn viên   | Vai                  | Vai trò  | Ghi chú             |
| 2020 | 9 Nghĩa (Mùa 1)                          | - Facebook - YouTube | - Pho - Yeah1 TV - Chị 9 Nghĩa - 9 Nghĩa |          | Kaycee      | 9 Nghĩa(Chính Nghĩa) | Nữ chính | —                   |
| 2020 | Chị Thám Tử (Mùa 1)                      | - Facebook - YouTube | - Pho - Anh Thám Tử - Chị Thám Tử        | Linh Mai | Chị thám tử |                      | Nữ chính | —                   |
| 2020 | Anh Thám Tử                              | - Facebook - YouTube | - Pho - Anh Thám Tử                      | 1        | Linh Mai    | Linh Mai             | Vai phụ  | Tập Phi Vụ Đặc Biệt |
| 2020 | Anh Thám Tử                              | - Facebook - YouTube | - Pho - Anh Thám Tử                      | 1        | Lệ Trang    |                      | Vai phụ  | Tập Phi Vụ Đặc Biệt |
| 2020 | Anh Thám Tử                              | - Facebook - YouTube | - Pho - Anh Thám Tử                      | 1        | Mẫn Nghi    |                      | Vai phụ  | Tập Phi Vụ Đặc Biệt |
| 2020 | Anh Thám Tử                              | - Facebook - YouTube | - Pho - Anh Thám Tử                      | 1        | Thu Nga     |                      | Vai phụ  | Tập Phi Vụ Đặc Biệt |
| 2020 | Anh Thám Tử                              | - Facebook - YouTube | - Pho - Anh Thám Tử                      | 1        | Tiên Linh   |                      | Vai phụ  | Tập Phi Vụ Đặc Biệt |
| 2020 | Anh Thám Tử                              | - Facebook - YouTube | - Pho - Anh Thám Tử                      | 1        | Trúc Phạm   |                      | Vai phụ  | Tập Phi Vụ Đặc Biệt |
| 2020 | 'SOL - Stage of love' the series         | - YouTube - V Live   | AB STUDIO                                | 8        | Kaycee      | Khánh                | Nữ thứ   | —                   |
| 2020 | 'SOL - Stage of love' the series         | - YouTube - V Live   | AB STUDIO                                | 8        | Tiên Linh   | Tiên                 | Vai phụ  | —                   |
| 2020 | 'SOL - Stage of love' the series         | - YouTube - V Live   | AB STUDIO                                | 8        | Trúc Phạm   | Trúc                 | Vai phụ  | —                   |
| 2020 | 'SOL - Stage of love' the series Extra 1 | - YouTube - V Live   | AB STUDIO                                | 1        | Kaycee      | Khánh                | Nữ chính | —                   |
| 2020 | 'SOL - Stage of love' the series Extra 2 | - YouTube - V Live   | AB STUDIO                                | 1        | Trúc Phạm   | Trúc                 | Vai phụ  | —                   |
| 2020 | Đừng làm bạn nữa                         | YouTube              | Han Sara                                 | 6        | Mochi       | Hồng                 | Vai phụ  | —                   |
| 2020 | Em là chàng trai của anh                 | YouTube              | DGTV                                     | 6        | Linh Mai    | Mai Linh             | Vai phụ  | —                   |
| 2021 | Sài Gòn đẹp vì có em                     | - Facebook - YouTube | - Saigon Language Center - SGO48         | 1        | Linh Mai    | Trần Phương Mai      | Nữ chính | —                   |
| 2021 | Sài Gòn đẹp vì có em                     | - Facebook - YouTube | - Saigon Language Center - SGO48         | 1        | Ashley      | Ashley               | Vai phụ  | —                   |
| 2021 | Sài Gòn đẹp vì có em                     | - Facebook - YouTube | - Saigon Language Center - SGO48         | 1        | Mon         |                      | Vai phụ  | —                   |
| 2021 | Sài Gòn đẹp vì có em                     | - Facebook - YouTube | - Saigon Language Center - SGO48         | 1        | Sunny       |                      | Vai phụ  | —                   |

### Phim tài liệu
| Năm  | Phim                                          | Kênh phát sóng | Số tập | Diễn viên | Ghi chú |
| 2018 | Hành trình vươn tới ước mơ(Road to the dream) | SGO48          | 4      | Cả nhóm   | —       |
| 2019 | Light up your dream - Hành trình bắt đầu      | SGO48          | 3      | Cả nhóm   | —       |
| 2019 | SGO48 2nd Single DOCUMENTARY                  | SGO48          | 7      | Cả nhóm   | —       |
| 2020 | SGO48 3rd Single DOCUMENTARY                  | SGO48          | 7      | Cả nhóm   | —       |

### Phim điện ảnh
| Năm  | Phim                                          | Thời lượng      | Ngày khởi chiếu  | Thể loại | Diễn viên | Vai    | Vai trò              | Doanh thu       |
| 2019 | Thám tử lừng danh Conan: Cú đấm Sapphire xanh | 1 tiếng 49 phút | 23 tháng 8, 2019 | Anime    | Kaycee    | Rachel | Diễn viên lồng tiếng | 9,182,702,500 ¥ |

## Hoạt động thương mại

### Quảng cáo(CF)
| Năm  | Thương hiệu       | Thành viên                                                              | Ghi chú                                |
| 2019 | Acnes Vietnam     | Mochi                                                                   | —                                      |
| 2019 | Aeon Vietnam      | Ánh Sáng, Anna, Lệ Trang, Trùng Dương                                   | Halloween at Aeon Mall                 |
| 2019 | Aeon Vietnam      | Kaycee, Linh Mai, Tiên Linh, Trúc Phạm                                  | Black Friday at Aeon Mall              |
| 2019 | Aeon Vietnam      | Ánh Sáng, Anna, Ashley, Janie, Mon, Ni Ni, Tiên Linh, Trùng Dương       | Christmas Day at Aeon Mall             |
| 2019 | Aeon Vietnam      | Ánh Sáng, Anna, Ashley, Janie, Mon, Ni Ni, Tiên Linh, Trùng Dương       | Tết in Aeon Mall                       |
| 2020 | Aeon Vietnam      | Janie, Linh Mai, Minxy, Sachi, Tammy                                    | International Women's Day in Aeon Mall |
| 2020 | Aeon Vietnam      | Hikari, Janie, Kaycee, Linh Mai, Minxy, Sachi, Tammy, Xuân Ca           | Mother's Day at Aeon Mall              |
| 2020 | Trà Xanh Không Độ | Linh Mai, Lệ Trang, Mẫn Nghi, Thu Nga, Tiên Linh, Trúc Phạm             | Mega1                                  |
| 2020 | Trà Xanh Không Độ | Anna, Linh Mai                                                          | Mega1                                  |
| 2020 | Lotte Toppo       | Anna, Ánh Sáng, Kaycee, Lệ Trang, Linh Mai, Mochi, Thu Nga, Trùng Dương | —                                      |
| 2020 | Shopee Vietnam    | Linh Mai                                                                | Ngày sale 10/10                        |
| 2020 | Shopee Vietnam    | Ánh Sáng, Anna, Linh Mai, Mochi, Trùng Dương                            | Ngày sale 12/12                        |
| 2021 | Shopee Vietnam    | Ánh Sáng                                                                | Siêu hội mua sắm 4/4                   |
| 2021 | Shopee Vietnam    | Ánh Sáng                                                                | Sale chào hè 5/5                       |
| 2021 | Shopee Vietnam    | Anna, Ánh Sáng, Trùng Dương                                             | Siêu hội hoàn xu 7/7                   |
| 2021 | Shopee Vietnam    | Ánh Sáng                                                                | Siêu sale mua sắm 8/8                  |
| 2021 | Shopee Vietnam    | Ánh Sáng                                                                | Siêu sale mua sắm 10/10                |
| 2021 | Cornetto          | Ánh Sáng                                                                | —                                      |

### Đại sứ thương hiệu[63]
Ngay cả trước khi SGO48 ra mắt chính thức, các thành viên của SGO48 đã là đại sứ thương hiệu cho Honda và Mosh! Vietnam. Ngoài ra, Mosh! Việt Nam còn cho ra mắt sản phẩm bình giữ nhiệt chibi phiên bản giới hạn có hình SGO48. Sản phẩm có 7 màu đại diện cho 7 thành viên (Anna, Hikari, Janie, Kaycee, Linh Mai, Lệ Trang, Trùng Dương) cùng với chữ ký của các thành viên và do chính các thành viên lên ý tưởng thiết kế. Khi mua 1 bình giữ nhiệt sẽ được tặng 1 bức ảnh của thành viên đó và mua 3 bình trở lên sẽ được tặng 1 bức ảnh chụp của 7 thành viên. Ngày 24 tháng 12, 2019, sản phẩm chính thức mở pre-order và nhanh chóng bán hết vào ngày 1 tháng 4, 2020, tạo nên kỷ lục về bán hàng của Mosh! Việt Nam. Nhóm cũng được tiết lộ là đại sứ thương hiệu cho Saigon Language School thông qua buổi phát sóng tập 1 của Pinker School vào ngày 3 tháng 8, 2019. Vào năm 2019, SGO48 cũng được hãng sản xuất nước giải khát "Trà xanh Không Độ" lựa chọn để quảng bá cho buổi hòa nhạc Mùa hè không độ và năm 2020, nhóm được lựa chọn để quảng bá cho Mega1.
Năm 2020, Ichioka Seika Việt Nam tung ra thị trường sản phẩm bánh quy mềm Lucky Cookie hợp tác với 16 thành viên SGO48 cùng với 50 sticker đặc biệt có hình 16 thành viên. Khi mua một sản phẩm sẽ được tặng kèm 1 đến 3 sticker bao gồm 3 phiên bản: Excellent Lucky, Super Lucky và Lucky. Mỗi thành viên sở hữu 3 phiên bản sticker và riêng thành viên Ánh Sáng sở hữu 5 phiên bản sticker. Ngày 7 tháng 1, 2020, sản phẩm chính thức tung ra thị trường và nhanh chóng bán hết trong vòng 1 ngày. Ngày 27 tháng 7 năm 2020, hai thành viên Ánh Sáng và Kaycee cũng đã được tiết lộ là đại sứ cho thương hiệu Seen của Quỳnh Anh Shyn thông qua một Vlog trên YouTube. Nhóm cũng trở thành đại sứ của Celuv và Decumar trong năm 2020.
| Năm  | Sản phẩm                                                            | Thành viên       | Ghi chú                   |
| 2018 | Honda                                                               | Cả nhóm          | —                         |
| 2018 | Mosh! Vietnam                                                       | Cả nhóm          | —                         |
| 2019 | Nước uống của Tập đoàn Tân Hiệp Phát (bao gồm cả Trà Xanh Không Độ) | Cả nhóm          | —                         |
| 2019 | Saigon Language School                                              | Cả nhóm          | —                         |
| 2020 | Lucky Cookie                                                        | Cả nhóm          | Hợp tác với Ichioka Seika |
| 2020 | Seen                                                                | Ánh Sáng, Kaycee | —                         |
| 2020 | Celuv                                                               | Cả nhóm          | —                         |
| 2020 | Decumar                                                             | Cả nhóm          | —                         |

## Người mẫu tạp chí
| Năm  | Tạp chí     | Số phát hành       | Ngày phát hành    | Thành viên | Ghi chú                                               |
| 2019 | Vetter      | 423                | 6 tháng 3, 2019   | Anna, Hikari, Janie, Kaycee, Lệ Trang, Linh Mai, Mon, Sachi, Trúc Phạm, Trùng Dương | —                                                     |
| 2019 | Vetter      | 424                | 13 tháng 3, 2019  | Ánh Sáng, Mochi | —                                                     |
| 2019 | Vetter      | 425                | 20 tháng 3, 2019  | Cả nhóm | Trang bìa: Janie, Lệ Trang                            |
| 2019 | Vetter      | 462                | 4 tháng 12, 2019  | Anna, Hikari, Janie, Kaycee, Lệ Trang, Linh Mai, Trúc Phạm, Sunny | Trang bìa: Anna, Hikari, Janie, Kaycee                |
| 2019 | Vetter      | 464                | 18 tháng 12, 2019 | Cả nhóm | Trang bìa: Ánh Sáng, Anna, Trùng Dương                |
| 2019 | Vetter      | 465                | 25 tháng 12, 2019 | Ánh Sáng, Janie, Trùng Dương | —                                                     |
| 2020 | Vetter      | 466                | 1 tháng 1, 2020   | Ánh Sáng, Anna, Hikari, Janie, Kaycee, Linh Mai, Lệ Trang, Mochi, Mon, Sachi, Sunny, Thu Nga, Tiên Linh, Trùng Dương, Trúc Phạm, Xuân Ca                                                 | Trang bìa: Ánh Sáng                                   |
| 2020 | Hoa Học Trò | 1326 - Số đặc biệt | 6 tháng 1, 2020   | Ánh Sáng, Hikari, Linh Mai, Mochi | —                                                     |
| 2020 | Vetter      | 467                | 8 tháng 1, 2020   | Ánh Sáng, Anna, Hikari, Janie, Kaycee, Linh Mai, Lệ Trang, Mochi, Mon, Sachi, Sunny, Thu Nga, Tiên Linh, Trùng Dương, Trúc Phạm, Xuân Ca                                                 | Trang bìa: Anna                                       |
| 2020 | Vetter      | 468                | 15 tháng 1, 2020  | Ánh Sáng, Hikari, Janie, Kaycee, Linh Mai, Lệ Trang, Mochi, Mon, Như Thảo, Sachi, Sunny, Tammy, Thu Nga, Tiên Linh, Trùng Dương, Trúc Phạm, Xuân Ca                                      | Trang bìa: Kaycee, Sachi, Thu Nga, Xuân Ca            |
| 2020 | Hoa Học Trò | 1327 - Số tất niên | 15 tháng 1, 2020  | Ánh Sáng, Anna, Hikari, Janie, Kaycee, Linh Mai, Lệ Trang, Mochi, Mon, Minxy, Sachi, Sunny, Thu Nga, Tiên Linh, Trùng Dương, Trúc Phạm                                                   | —                                                     |
| 2020 | Vetter      | 469                | 22 tháng 1, 2020  | Kaycee, Lệ Trang, Phụng Nhi, Sunny | —                                                     |
| 2020 | Vetter      | 470                | 5 tháng 2, 2020   | Ashley, Linh Mai, Mochi, Như Thảo | —                                                     |
| 2020 | Vetter      | 471                | 12 tháng 2, 2020  | Anna, Trúc Phạm | —                                                     |
| 2020 | Vetter      | 472                | 19 tháng 2, 2020  | Anna, Minxy, Sachi | —                                                     |
| 2020 | Vetter      | 475                | 11 tháng 3, 2020  | Celia, Dona, Janie, Ni Ni | —                                                     |
| 2020 | Vetter      | 477                | 25 tháng 3, 2020  | Kaycee, Tiên Linh | —                                                     |
| 2020 | Vetter      | 479                | 8 tháng 4, 2020   | Anna, Trúc Phạm, Xuân Ca | —                                                     |
| 2020 | Vetter      | 482                | 29 tháng 4, 2020  | Ánh Sáng, Anna, Hikari, Janie, Kaycee, Linh Mai, Lệ Trang, Mochi, Sachi, Thu Nga, Trùng Dương                                                                                            | —                                                     |
| 2020 | Vetter      | 484                | 13 tháng 5, 2020  | Hikari, Trùng Dương | —                                                     |
| 2020 | Vetter      | 486                | 27 tháng 5, 2020  | Elena, Lệ Trang, Mon | —                                                     |
| 2020 | Vetter      | 488                | 10 tháng 6, 2020  | Janie, Mon, Tiên Linh, Trùng Dương | —                                                     |
| 2020 | Vetter      | 490                | 24 tháng 6, 2020  | Anna, Lệ Trang, Sunny, Trúc Phạm | —                                                     |
| 2020 | Vetter      | 492                | 8 tháng 7, 2020   | Ánh Sáng, Anna, Hikari, Janie, Kaycee, Linh Mai, Lệ Trang, Mochi, Mon, Sachi, Sunny, Thu Nga, Tiên Linh, Trùng Dương, Trúc Phạm, Xuân Ca                                                 | Trang bìa: Anna, Linh Mai, Trùng Dương                |
| 2020 | Vetter      | 494                | 22 tháng 7, 2020  | Lệ Trang, Mochi, Phụng Nhi | —                                                     |
| 2020 | Vetter      | 495                | 29 tháng 7, 2020  | Ánh Sáng, Janie, Hikari, Kaycee, Lệ Trang, Mochi, Mon | Trang bìa: Ánh Sáng, Hikari, Mochi                    |
| 2020 | Vetter      | 498                | 19 tháng 8, 2020  | Anna, Ánh Sáng, Ashley, Dona, Hikari, Janie, Kaycee, Linh Mai, Lệ Trang, Mẫn Nghi, Minxy, Mochi, Mon, Như Thảo, Ni Ni, Sunny, Tammy, Thu Nga, Tiên Linh, Trúc Phạm, Trùng Dương, Xuân Ca | —                                                     |
| 2020 | Vetter      | 499                | 26 tháng 8, 2020  | Dona, Linh Mai, Mẫn Nghi, Như Thảo, Sunny, Xuân Ca | —                                                     |
| 2020 | Vetter      | 500 - Số đặc biệt  | 2 tháng 9, 2020   | Ánh Sáng, Anna, Ashley, Hikari, Janie, Kaycee, Linh Mai, Lệ Trang, Mẫn Nghi, Minxy, Phụng Nhi, Sunny, Tammy, Thu Nga, Trúc Phạm, Trùng Dương                                             | Bìa trước: Janie, Kaycee, Minxy                       |
| 2020 | Vetter      | 500 - Số đặc biệt  | 2 tháng 9, 2020   | Ánh Sáng, Anna, Ashley, Hikari, Janie, Kaycee, Linh Mai, Lệ Trang, Mẫn Nghi, Minxy, Phụng Nhi, Sunny, Tammy, Thu Nga, Trúc Phạm, Trùng Dương                                             | Bìa sau: Ashley, Tammy, Trúc Phạm                     |
| 2020 | Hoa Học Trò | 1343               | 21 tháng 9, 2020  | Ánh Sáng, Linh Mai | —                                                     |
| 2020 | Vetter      | 504                | 30 tháng 9, 2020  | Ánh Sáng, Hikari, Tammy | —                                                     |
| 2020 | Vetter      | 505                | 7 tháng 10, 2020  | Ánh Sáng, Janie | —                                                     |
| 2020 | Vetter      | 507                | 21 tháng 10, 2020 | Ashley, Janie, Kaycee, Minxy, Tammy, Trúc Phạm | —                                                     |
| 2020 | Vetter      | 509                | 4 tháng 11, 2020  | Ánh Sáng, Anna, Hikari, Janie | —                                                     |
| 2020 | Vetter      | 510                | 11 tháng 11, 2020 | Anna, Lệ Trang, Mochi, Ni Ni, Tiên Linh | —                                                     |
| 2020 | Vetter      | 516                | 23 tháng 12, 2020 | Ánh Sáng, Anna, Ashley, Hikari, Janie, Kaycee, Linh Mai, Mẫn Nghi, Mochi, Minxy, Ni Ni, Tammy, Thu Nga, Tiên Linh, Trùng Dương, Trúc Phạm, Xuân Ca                                       | —                                                     |
| 2020 | Vetter      | 517                | 30 tháng 12, 2020 | Ánh Sáng, Anna, Ashley, Hikari, Janie, Kaycee, Linh Mai, Mẫn Nghi, Mochi, Ni Ni, Tammy, Thu Nga, Tiên Linh, Trùng Dương, Trúc Phạm, Xuân Ca                                              | Trang bìa: Kaycee, Ni Ni                              |
| 2021 | Mực tím     | 2                  | 11 tháng 1, 2021  | Ánh Sáng, Anna, Ashley, Hikari, Janie, Kaycee, Linh Mai, Mẫn Nghi, Mochi, Ni Ni, Tammy, Thu Nga, Tiên Linh, Trùng Dương, Trúc Phạm, Xuân Ca                                              | Trang bìa: Kaycee                                     |
| 2021 | Hoa học trò | 1352               | 25 tháng 1, 2021  | Ánh Sáng, Anna, Lệ Trang, Mẫn Nghi, Mochi, Mon, Ni Ni, Phụng Nhi, Thu Nga, Trùng Dương                                                                                                   | Bìa trước: Ánh Sáng, Mon, Ni Ni, Phụng Nhi, Thu nga   |
| 2021 | Hoa học trò | 1352               | 25 tháng 1, 2021  | Ánh Sáng, Anna, Lệ Trang, Mẫn Nghi, Mochi, Mon, Ni Ni, Phụng Nhi, Thu Nga, Trùng Dương                                                                                                   | Bìa sau: Anna, Lệ Trang, Mẫn Nghi, Mochi, Trùng Dương |
| 2021 | Vetter      | 523                | 10 tháng 2, 2021  | Anna, Lệ Trang, Mẫn Nghi, Mochi, Trùng Dương | —                                                     |
| 2021 | Vetter      | 524                | 24 tháng 2, 2021  | Kaycee, Linh Mai, Trúc Phạm | —                                                     |
| 2021 | Vetter      | 525                | 3 tháng 3, 2021   | Ánh Sáng, Hikari, Mon, Thu Nga, Trùng Dương | —                                                     |
| 2021 | Vetter      | 527                | 17 tháng 3, 2021  | Dona, Linh Mai, Mẫn Nghi, Như Thảo, Xuân Ca | —                                                     |
| 2021 | Vetter      | 529                | 31 tháng 3, 2021  | Anna, Ni Ni, Tiên Linh | —                                                     |
| 2021 | Vetter      | 531                | 14 tháng 4, 2021  | Ashley, Janie, Tammy, Trúc Phạm | —                                                     |
| 2021 | Vetter      | 536                | 19 tháng 5, 2021  | Linh Mai | —                                                     |
| 2021 | Vetter      | 538                | 2 tháng 6, 2021   | Kaycee | —                                                     |
| 2021 | Vetter      | 540                | 16 tháng 6, 2021  | Anna | —                                                     |
| 2021 | Vetter      | 542                | 30 tháng 6, 2021  | Ashley, Janie, Kaycee, Lệ Trang, Tammy, Trúc Phạm | Trang bìa: Lệ Trang                                   |
| 2021 | Vetter      | 544                | 14 tháng 7, 2021  | Hikari | —                                                     |
| 2021 | Vetter      | 546                | 28 tháng 7, 2021  | Lệ Trang | —                                                     |
| 2021 | Vetter      | 547                | 4 tháng 8, 2021   | Janie | —                                                     |
| 2021 | Vetter      | 548                | 11 tháng 8, 2021  | Ashley, Janie, Kaycee, Tammy, Trúc Phạm | Trang bìa: Trúc Phạm                                  |
| 2021 | Vetter      | 549                | 18 tháng 8, 2021  | Mẫn Nghi | —                                                     |
| 2021 | Vetter      | 550                | 25 tháng 8, 2021  | Ashley | —                                                     |
| 2021 | Vetter      | 551                | 1 tháng 9, 2021   | Sunny | —                                                     |
| 2021 | Vetter      | 552                | 8 tháng 9, 2021   | Ánh Sáng | —                                                     |
| 2021 | Vetter      | 553                | 15 tháng 9, 2021  | Mochi | —                                                     |
| 2021 | Vetter      | 554                | 22 tháng 9, 2021  | Trùng Dương | —                                                     |
| 2021 | Vetter      | 559                | 27 tháng 10, 2021 | DONA | —                                                     |
| 2021 | Vetter      | 560                | 3 tháng 11, 2021  | Xuân Ca | —                                                     |
| 2021 | Vetter      | 561                | 10 tháng 11, 2021 | Tammy | —                                                     |
| 2021 | Vetter      | 562                | 17 tháng 11, 2021 | Tiên Linh | —                                                     |
| 2021 | Vetter      | 563                | 24 tháng 11, 2021 | Thu Nga | —                                                     |
| 2021 | Vetter      | 564                | 1 tháng 12, 2021  | Ni Ni | —                                                     |
| 2021 | Vetter      | 565                | 8 tháng 12, 2021  | Linh Mai | —                                                     |
| 2021 | Vetter      | 566                | 15 tháng 12, 2021 | Anna | —                                                     |
| 2021 | Vetter      | 567                | 22 tháng 12, 2021 | Ánh Sáng | —                                                     |

## Buổi hòa nhạc

### Sân khấu
Các màn trình diễn sân khấu của nhóm sẽ được diễn ở SGO48 Station.
| Năm  | Thời gian | Chủ đề                       | Ghi chú                                           |
| 2020 | Tháng 10  | SAIGON48                     | Sân khấu đầu tiên của nhóm ở SGO48 Station        |
| 2020 | Tháng 11  | Piece Of Love                |                                                   |
| 2021 | 10/1      | Xin chào, chúng em là SGO48! |                                                   |
| 2021 | 24/1      | Táo Quân                     |                                                   |
| 2021 | 7/3       | WOMAN                        | Chào mừng ngày Quốc tế Phụ nữ                     |
| 2021 | 20/3      | Tết Xa                       | Sân khấu đặc biệt kết hợp diễn kịch               |
| 2021 | 11/4      | Thể Dục Thể Thao             | Sân khấu cuối cùng của Như Thảo, Phụng Nhi, Minxy |
| 2021 | 25/4      | REPLAY                       |                                                   |
| 2021 | 22/12     | Gửi lại thanh xuân           | Hoạt động cuối cùng của nhóm trước khi tan rã     |

### Mini-concert
| Năm  | Tên                | Quốc gia | Địa điểm              | Ngày tổ chức          | Ghi chú                                                                     |
| 2019 | Koisuru Xmas Party | Việt Nam | Thành phố Hồ Chí Minh | Ngày 7 tháng 12, 2019 | Buổi hòa nhạc đầu tiên của nhóm và là buổi biểu diễn cuối cùng của Gia Nghi |

### Concert

#### Trực tuyến (Online)

##### AKB48 Group Asia Festival 2021 ONLINE
SGO48 Set
1. SGO48 (Video đặc biệt)
2. Heavy Rotation (Video đặc biệt)
3. Koisuru Fortune Cookie (Thất tình tích cực) (Video đặc biệt)
4. RIVER (Video đặc biệt)

- Vì lý do đại dịch COVID-19 nên SGO48 chỉ có thể gửi video có sẵn và không thể trực tiếp trình diễn

##### TIF ASIA TOUR KICK OFF
SGO48 Set
1. RIVER M/V

| Năm  | Tên                                   | Quốc gia | Địa điểm             | Ngày tổ chức          | Ghi chú                                       |
| 2021 | AKB48 Group Asia Festival 2021 ONLINE | Nhật Bản | Tokyo Dome City Hall | Ngày 27 tháng 6, 2021 | Buổi hòa nhạc trực tuyến vì đại dịch COVID-19 |
| 2021 | TIF ASIA TOUR KICK OFF                | Nhật Bản |                      | Ngày 3 tháng 9, 2021  | Buổi hòa nhạc trực tuyến vì đại dịch COVID-19 |

### Lưu diễn
Lưu ý: Những nội dung trên không bao gồm trước khi gia nhập nhóm.

## Hoạt động từ thiện
Ngày 21 tháng 8, 2019, SGO48 đã quyên góp gạo cho 5 lớp học tình thương ở quận 12, Thành phố Hồ Chí Minh thông qua dự án Đi học có gạo do Yeah1 tổ chức.
Ngày 12 tháng 1, 2020, SGO48 đã có mặt trong chương trình Xuân Yêu Thương tại Bệnh viện Nhi đồng 2 để trao tặng các phần quà đến các em nhỏ tại bệnh viện.
Ngày 27 tháng 5, 2020, SGO48 đã tham gia concert từ thiện online mang tên One Love Asia cùng với AKB48 Group do Web TV Asia hợp tác với YouTube nhằm mục đích giúp UNICEF gây quỹ để bảo vệ và hỗ trợ trẻ em và gia đình ở châu Á bị ảnh hưởng bởi dịch Covid-19.
Ngày 3 tháng 12, 2020, các thành viên Ashley, Janie, Linh Mai, Thu Nga, Trùng Dương kết hợp với Hoàng Bách, Nam Cường, Dũng Dablo, Trương Diễm, Trung Dũng, Trương Trần Anh Duy, Nguyễn Phi Hùng, Hà Nhi Idol, Tùng Lâm, Lona, Triệu Lộc, Ngọc Mai, Tuyết Mai, Khắc Minh, Phạm Đình Thái Ngân, Xuân Nghi The Voice, Quốc Nghiệp, Lê Đình Minh Ngọc, Vicky Nhung, Hoàng Phương, Vũ Phương, Duyên Quỳnh, Minh Sang, Henry Ngọc Thạch, Phương Thanh, Hiền Thục, Lưu Hiền Trinh, Lam Trường, Hiển Vinh, The Wings, X2X, Ykroc, 2 Thousand ra mắt MV Run For The Heart - một MV nằm trong chiến dịch "Chạy vì Trái tim" - sự kiện chạy bộ từ thiện hàng năm nhằm gây quỹ phẫu thuật tim cho trẻ em nghèo do Gamuda Land phối hợp với Quỹ Nhịp Tim Việt Nam tổ chức.